# Петдесетходово правило
Петдесетходовото правило в шахмата е записано в точка 9.3 от Правилника за шахмата на ФИДЕ. То гласи:
| „ | 9.3. Партията е реми, при правилно искане на състезателя, който е на ход, ако: - 9.3.1. той запише в своя протокол ход, който не може да бъде променен и декларира пред съдията, че възнамерява да направи този ход, в резултат на който за последните 50 последователни хода, направени от всеки състезател не е преместена пешка или не е извършено вземане или - 9.3.2. последните 50 последователни хода, направени от всеки състезател са без преместване на пешка или извършено вземане. | “ |

Правилото за 50 хода е въведено от Руи Лопес през 1561 г. Впоследствие е допълвано и променяно. Ако играч не поиска прилагането му, играта продължава. След 75 такива хода партията трябва да се определи от съдията като завършила наравно съгласно правилото за 75 хода.
|   | a | b | c | d | e | f | g | h |   |
| 8 | черна дама на бяло поле e8 · черен топ на черно поле a7 · черен офицер на черно поле c7 · черен топ на бяло поле d7 · черен кон на бяло поле f7 · черен цар на черно поле g7 · черна пешка на черно поле b6 · черен офицер на бяло поле c6 · черна пешка на бяло поле e6 · черна пешка на бяло поле g6 · черна пешка на черно поле a5 · черна пешка на черно поле c5 · черен кон на бяло поле d5 · бяла пешка на черно поле e5 · черна пешка на бяло поле f5 · черна пешка на бяло поле h5 · бяла пешка на бяло поле a4 · черна пешка на черно поле d4 · бяла пешка на черно поле f4 · бяла пешка на черно поле h4 · бял кон на черно поле a3 · бяла пешка на бяло поле b3 · бяла пешка на бяло поле d3 · бял офицер на бяло поле f3 · бяла пешка на черно поле g3 · бял кон на бяло поле h3 · бяла пешка на бяло поле c2 · бял офицер на черно поле d2 · бял цар на черно поле h2 · бял топ на черно поле a1 · бял топ на черно поле e1 · бяла дама на бяло поле h1 | черна дама на бяло поле e8 · черен топ на черно поле a7 · черен офицер на черно поле c7 · черен топ на бяло поле d7 · черен кон на бяло поле f7 · черен цар на черно поле g7 · черна пешка на черно поле b6 · черен офицер на бяло поле c6 · черна пешка на бяло поле e6 · черна пешка на бяло поле g6 · черна пешка на черно поле a5 · черна пешка на черно поле c5 · черен кон на бяло поле d5 · бяла пешка на черно поле e5 · черна пешка на бяло поле f5 · черна пешка на бяло поле h5 · бяла пешка на бяло поле a4 · черна пешка на черно поле d4 · бяла пешка на черно поле f4 · бяла пешка на черно поле h4 · бял кон на черно поле a3 · бяла пешка на бяло поле b3 · бяла пешка на бяло поле d3 · бял офицер на бяло поле f3 · бяла пешка на черно поле g3 · бял кон на бяло поле h3 · бяла пешка на бяло поле c2 · бял офицер на черно поле d2 · бял цар на черно поле h2 · бял топ на черно поле a1 · бял топ на черно поле e1 · бяла дама на бяло поле h1 | черна дама на бяло поле e8 · черен топ на черно поле a7 · черен офицер на черно поле c7 · черен топ на бяло поле d7 · черен кон на бяло поле f7 · черен цар на черно поле g7 · черна пешка на черно поле b6 · черен офицер на бяло поле c6 · черна пешка на бяло поле e6 · черна пешка на бяло поле g6 · черна пешка на черно поле a5 · черна пешка на черно поле c5 · черен кон на бяло поле d5 · бяла пешка на черно поле e5 · черна пешка на бяло поле f5 · черна пешка на бяло поле h5 · бяла пешка на бяло поле a4 · черна пешка на черно поле d4 · бяла пешка на черно поле f4 · бяла пешка на черно поле h4 · бял кон на черно поле a3 · бяла пешка на бяло поле b3 · бяла пешка на бяло поле d3 · бял офицер на бяло поле f3 · бяла пешка на черно поле g3 · бял кон на бяло поле h3 · бяла пешка на бяло поле c2 · бял офицер на черно поле d2 · бял цар на черно поле h2 · бял топ на черно поле a1 · бял топ на черно поле e1 · бяла дама на бяло поле h1 | черна дама на бяло поле e8 · черен топ на черно поле a7 · черен офицер на черно поле c7 · черен топ на бяло поле d7 · черен кон на бяло поле f7 · черен цар на черно поле g7 · черна пешка на черно поле b6 · черен офицер на бяло поле c6 · черна пешка на бяло поле e6 · черна пешка на бяло поле g6 · черна пешка на черно поле a5 · черна пешка на черно поле c5 · черен кон на бяло поле d5 · бяла пешка на черно поле e5 · черна пешка на бяло поле f5 · черна пешка на бяло поле h5 · бяла пешка на бяло поле a4 · черна пешка на черно поле d4 · бяла пешка на черно поле f4 · бяла пешка на черно поле h4 · бял кон на черно поле a3 · бяла пешка на бяло поле b3 · бяла пешка на бяло поле d3 · бял офицер на бяло поле f3 · бяла пешка на черно поле g3 · бял кон на бяло поле h3 · бяла пешка на бяло поле c2 · бял офицер на черно поле d2 · бял цар на черно поле h2 · бял топ на черно поле a1 · бял топ на черно поле e1 · бяла дама на бяло поле h1 | черна дама на бяло поле e8 · черен топ на черно поле a7 · черен офицер на черно поле c7 · черен топ на бяло поле d7 · черен кон на бяло поле f7 · черен цар на черно поле g7 · черна пешка на черно поле b6 · черен офицер на бяло поле c6 · черна пешка на бяло поле e6 · черна пешка на бяло поле g6 · черна пешка на черно поле a5 · черна пешка на черно поле c5 · черен кон на бяло поле d5 · бяла пешка на черно поле e5 · черна пешка на бяло поле f5 · черна пешка на бяло поле h5 · бяла пешка на бяло поле a4 · черна пешка на черно поле d4 · бяла пешка на черно поле f4 · бяла пешка на черно поле h4 · бял кон на черно поле a3 · бяла пешка на бяло поле b3 · бяла пешка на бяло поле d3 · бял офицер на бяло поле f3 · бяла пешка на черно поле g3 · бял кон на бяло поле h3 · бяла пешка на бяло поле c2 · бял офицер на черно поле d2 · бял цар на черно поле h2 · бял топ на черно поле a1 · бял топ на черно поле e1 · бяла дама на бяло поле h1 | черна дама на бяло поле e8 · черен топ на черно поле a7 · черен офицер на черно поле c7 · черен топ на бяло поле d7 · черен кон на бяло поле f7 · черен цар на черно поле g7 · черна пешка на черно поле b6 · черен офицер на бяло поле c6 · черна пешка на бяло поле e6 · черна пешка на бяло поле g6 · черна пешка на черно поле a5 · черна пешка на черно поле c5 · черен кон на бяло поле d5 · бяла пешка на черно поле e5 · черна пешка на бяло поле f5 · черна пешка на бяло поле h5 · бяла пешка на бяло поле a4 · черна пешка на черно поле d4 · бяла пешка на черно поле f4 · бяла пешка на черно поле h4 · бял кон на черно поле a3 · бяла пешка на бяло поле b3 · бяла пешка на бяло поле d3 · бял офицер на бяло поле f3 · бяла пешка на черно поле g3 · бял кон на бяло поле h3 · бяла пешка на бяло поле c2 · бял офицер на черно поле d2 · бял цар на черно поле h2 · бял топ на черно поле a1 · бял топ на черно поле e1 · бяла дама на бяло поле h1 | черна дама на бяло поле e8 · черен топ на черно поле a7 · черен офицер на черно поле c7 · черен топ на бяло поле d7 · черен кон на бяло поле f7 · черен цар на черно поле g7 · черна пешка на черно поле b6 · черен офицер на бяло поле c6 · черна пешка на бяло поле e6 · черна пешка на бяло поле g6 · черна пешка на черно поле a5 · черна пешка на черно поле c5 · черен кон на бяло поле d5 · бяла пешка на черно поле e5 · черна пешка на бяло поле f5 · черна пешка на бяло поле h5 · бяла пешка на бяло поле a4 · черна пешка на черно поле d4 · бяла пешка на черно поле f4 · бяла пешка на черно поле h4 · бял кон на черно поле a3 · бяла пешка на бяло поле b3 · бяла пешка на бяло поле d3 · бял офицер на бяло поле f3 · бяла пешка на черно поле g3 · бял кон на бяло поле h3 · бяла пешка на бяло поле c2 · бял офицер на черно поле d2 · бял цар на черно поле h2 · бял топ на черно поле a1 · бял топ на черно поле e1 · бяла дама на бяло поле h1 | черна дама на бяло поле e8 · черен топ на черно поле a7 · черен офицер на черно поле c7 · черен топ на бяло поле d7 · черен кон на бяло поле f7 · черен цар на черно поле g7 · черна пешка на черно поле b6 · черен офицер на бяло поле c6 · черна пешка на бяло поле e6 · черна пешка на бяло поле g6 · черна пешка на черно поле a5 · черна пешка на черно поле c5 · черен кон на бяло поле d5 · бяла пешка на черно поле e5 · черна пешка на бяло поле f5 · черна пешка на бяло поле h5 · бяла пешка на бяло поле a4 · черна пешка на черно поле d4 · бяла пешка на черно поле f4 · бяла пешка на черно поле h4 · бял кон на черно поле a3 · бяла пешка на бяло поле b3 · бяла пешка на бяло поле d3 · бял офицер на бяло поле f3 · бяла пешка на черно поле g3 · бял кон на бяло поле h3 · бяла пешка на бяло поле c2 · бял офицер на черно поле d2 · бял цар на черно поле h2 · бял топ на черно поле a1 · бял топ на черно поле e1 · бяла дама на бяло поле h1 | 8 |
| 7 | черна дама на бяло поле e8 · черен топ на черно поле a7 · черен офицер на черно поле c7 · черен топ на бяло поле d7 · черен кон на бяло поле f7 · черен цар на черно поле g7 · черна пешка на черно поле b6 · черен офицер на бяло поле c6 · черна пешка на бяло поле e6 · черна пешка на бяло поле g6 · черна пешка на черно поле a5 · черна пешка на черно поле c5 · черен кон на бяло поле d5 · бяла пешка на черно поле e5 · черна пешка на бяло поле f5 · черна пешка на бяло поле h5 · бяла пешка на бяло поле a4 · черна пешка на черно поле d4 · бяла пешка на черно поле f4 · бяла пешка на черно поле h4 · бял кон на черно поле a3 · бяла пешка на бяло поле b3 · бяла пешка на бяло поле d3 · бял офицер на бяло поле f3 · бяла пешка на черно поле g3 · бял кон на бяло поле h3 · бяла пешка на бяло поле c2 · бял офицер на черно поле d2 · бял цар на черно поле h2 · бял топ на черно поле a1 · бял топ на черно поле e1 · бяла дама на бяло поле h1 | черна дама на бяло поле e8 · черен топ на черно поле a7 · черен офицер на черно поле c7 · черен топ на бяло поле d7 · черен кон на бяло поле f7 · черен цар на черно поле g7 · черна пешка на черно поле b6 · черен офицер на бяло поле c6 · черна пешка на бяло поле e6 · черна пешка на бяло поле g6 · черна пешка на черно поле a5 · черна пешка на черно поле c5 · черен кон на бяло поле d5 · бяла пешка на черно поле e5 · черна пешка на бяло поле f5 · черна пешка на бяло поле h5 · бяла пешка на бяло поле a4 · черна пешка на черно поле d4 · бяла пешка на черно поле f4 · бяла пешка на черно поле h4 · бял кон на черно поле a3 · бяла пешка на бяло поле b3 · бяла пешка на бяло поле d3 · бял офицер на бяло поле f3 · бяла пешка на черно поле g3 · бял кон на бяло поле h3 · бяла пешка на бяло поле c2 · бял офицер на черно поле d2 · бял цар на черно поле h2 · бял топ на черно поле a1 · бял топ на черно поле e1 · бяла дама на бяло поле h1 | черна дама на бяло поле e8 · черен топ на черно поле a7 · черен офицер на черно поле c7 · черен топ на бяло поле d7 · черен кон на бяло поле f7 · черен цар на черно поле g7 · черна пешка на черно поле b6 · черен офицер на бяло поле c6 · черна пешка на бяло поле e6 · черна пешка на бяло поле g6 · черна пешка на черно поле a5 · черна пешка на черно поле c5 · черен кон на бяло поле d5 · бяла пешка на черно поле e5 · черна пешка на бяло поле f5 · черна пешка на бяло поле h5 · бяла пешка на бяло поле a4 · черна пешка на черно поле d4 · бяла пешка на черно поле f4 · бяла пешка на черно поле h4 · бял кон на черно поле a3 · бяла пешка на бяло поле b3 · бяла пешка на бяло поле d3 · бял офицер на бяло поле f3 · бяла пешка на черно поле g3 · бял кон на бяло поле h3 · бяла пешка на бяло поле c2 · бял офицер на черно поле d2 · бял цар на черно поле h2 · бял топ на черно поле a1 · бял топ на черно поле e1 · бяла дама на бяло поле h1 | черна дама на бяло поле e8 · черен топ на черно поле a7 · черен офицер на черно поле c7 · черен топ на бяло поле d7 · черен кон на бяло поле f7 · черен цар на черно поле g7 · черна пешка на черно поле b6 · черен офицер на бяло поле c6 · черна пешка на бяло поле e6 · черна пешка на бяло поле g6 · черна пешка на черно поле a5 · черна пешка на черно поле c5 · черен кон на бяло поле d5 · бяла пешка на черно поле e5 · черна пешка на бяло поле f5 · черна пешка на бяло поле h5 · бяла пешка на бяло поле a4 · черна пешка на черно поле d4 · бяла пешка на черно поле f4 · бяла пешка на черно поле h4 · бял кон на черно поле a3 · бяла пешка на бяло поле b3 · бяла пешка на бяло поле d3 · бял офицер на бяло поле f3 · бяла пешка на черно поле g3 · бял кон на бяло поле h3 · бяла пешка на бяло поле c2 · бял офицер на черно поле d2 · бял цар на черно поле h2 · бял топ на черно поле a1 · бял топ на черно поле e1 · бяла дама на бяло поле h1 | черна дама на бяло поле e8 · черен топ на черно поле a7 · черен офицер на черно поле c7 · черен топ на бяло поле d7 · черен кон на бяло поле f7 · черен цар на черно поле g7 · черна пешка на черно поле b6 · черен офицер на бяло поле c6 · черна пешка на бяло поле e6 · черна пешка на бяло поле g6 · черна пешка на черно поле a5 · черна пешка на черно поле c5 · черен кон на бяло поле d5 · бяла пешка на черно поле e5 · черна пешка на бяло поле f5 · черна пешка на бяло поле h5 · бяла пешка на бяло поле a4 · черна пешка на черно поле d4 · бяла пешка на черно поле f4 · бяла пешка на черно поле h4 · бял кон на черно поле a3 · бяла пешка на бяло поле b3 · бяла пешка на бяло поле d3 · бял офицер на бяло поле f3 · бяла пешка на черно поле g3 · бял кон на бяло поле h3 · бяла пешка на бяло поле c2 · бял офицер на черно поле d2 · бял цар на черно поле h2 · бял топ на черно поле a1 · бял топ на черно поле e1 · бяла дама на бяло поле h1 | черна дама на бяло поле e8 · черен топ на черно поле a7 · черен офицер на черно поле c7 · черен топ на бяло поле d7 · черен кон на бяло поле f7 · черен цар на черно поле g7 · черна пешка на черно поле b6 · черен офицер на бяло поле c6 · черна пешка на бяло поле e6 · черна пешка на бяло поле g6 · черна пешка на черно поле a5 · черна пешка на черно поле c5 · черен кон на бяло поле d5 · бяла пешка на черно поле e5 · черна пешка на бяло поле f5 · черна пешка на бяло поле h5 · бяла пешка на бяло поле a4 · черна пешка на черно поле d4 · бяла пешка на черно поле f4 · бяла пешка на черно поле h4 · бял кон на черно поле a3 · бяла пешка на бяло поле b3 · бяла пешка на бяло поле d3 · бял офицер на бяло поле f3 · бяла пешка на черно поле g3 · бял кон на бяло поле h3 · бяла пешка на бяло поле c2 · бял офицер на черно поле d2 · бял цар на черно поле h2 · бял топ на черно поле a1 · бял топ на черно поле e1 · бяла дама на бяло поле h1 | черна дама на бяло поле e8 · черен топ на черно поле a7 · черен офицер на черно поле c7 · черен топ на бяло поле d7 · черен кон на бяло поле f7 · черен цар на черно поле g7 · черна пешка на черно поле b6 · черен офицер на бяло поле c6 · черна пешка на бяло поле e6 · черна пешка на бяло поле g6 · черна пешка на черно поле a5 · черна пешка на черно поле c5 · черен кон на бяло поле d5 · бяла пешка на черно поле e5 · черна пешка на бяло поле f5 · черна пешка на бяло поле h5 · бяла пешка на бяло поле a4 · черна пешка на черно поле d4 · бяла пешка на черно поле f4 · бяла пешка на черно поле h4 · бял кон на черно поле a3 · бяла пешка на бяло поле b3 · бяла пешка на бяло поле d3 · бял офицер на бяло поле f3 · бяла пешка на черно поле g3 · бял кон на бяло поле h3 · бяла пешка на бяло поле c2 · бял офицер на черно поле d2 · бял цар на черно поле h2 · бял топ на черно поле a1 · бял топ на черно поле e1 · бяла дама на бяло поле h1 | черна дама на бяло поле e8 · черен топ на черно поле a7 · черен офицер на черно поле c7 · черен топ на бяло поле d7 · черен кон на бяло поле f7 · черен цар на черно поле g7 · черна пешка на черно поле b6 · черен офицер на бяло поле c6 · черна пешка на бяло поле e6 · черна пешка на бяло поле g6 · черна пешка на черно поле a5 · черна пешка на черно поле c5 · черен кон на бяло поле d5 · бяла пешка на черно поле e5 · черна пешка на бяло поле f5 · черна пешка на бяло поле h5 · бяла пешка на бяло поле a4 · черна пешка на черно поле d4 · бяла пешка на черно поле f4 · бяла пешка на черно поле h4 · бял кон на черно поле a3 · бяла пешка на бяло поле b3 · бяла пешка на бяло поле d3 · бял офицер на бяло поле f3 · бяла пешка на черно поле g3 · бял кон на бяло поле h3 · бяла пешка на бяло поле c2 · бял офицер на черно поле d2 · бял цар на черно поле h2 · бял топ на черно поле a1 · бял топ на черно поле e1 · бяла дама на бяло поле h1 | 7 |
| 6 | черна дама на бяло поле e8 · черен топ на черно поле a7 · черен офицер на черно поле c7 · черен топ на бяло поле d7 · черен кон на бяло поле f7 · черен цар на черно поле g7 · черна пешка на черно поле b6 · черен офицер на бяло поле c6 · черна пешка на бяло поле e6 · черна пешка на бяло поле g6 · черна пешка на черно поле a5 · черна пешка на черно поле c5 · черен кон на бяло поле d5 · бяла пешка на черно поле e5 · черна пешка на бяло поле f5 · черна пешка на бяло поле h5 · бяла пешка на бяло поле a4 · черна пешка на черно поле d4 · бяла пешка на черно поле f4 · бяла пешка на черно поле h4 · бял кон на черно поле a3 · бяла пешка на бяло поле b3 · бяла пешка на бяло поле d3 · бял офицер на бяло поле f3 · бяла пешка на черно поле g3 · бял кон на бяло поле h3 · бяла пешка на бяло поле c2 · бял офицер на черно поле d2 · бял цар на черно поле h2 · бял топ на черно поле a1 · бял топ на черно поле e1 · бяла дама на бяло поле h1 | черна дама на бяло поле e8 · черен топ на черно поле a7 · черен офицер на черно поле c7 · черен топ на бяло поле d7 · черен кон на бяло поле f7 · черен цар на черно поле g7 · черна пешка на черно поле b6 · черен офицер на бяло поле c6 · черна пешка на бяло поле e6 · черна пешка на бяло поле g6 · черна пешка на черно поле a5 · черна пешка на черно поле c5 · черен кон на бяло поле d5 · бяла пешка на черно поле e5 · черна пешка на бяло поле f5 · черна пешка на бяло поле h5 · бяла пешка на бяло поле a4 · черна пешка на черно поле d4 · бяла пешка на черно поле f4 · бяла пешка на черно поле h4 · бял кон на черно поле a3 · бяла пешка на бяло поле b3 · бяла пешка на бяло поле d3 · бял офицер на бяло поле f3 · бяла пешка на черно поле g3 · бял кон на бяло поле h3 · бяла пешка на бяло поле c2 · бял офицер на черно поле d2 · бял цар на черно поле h2 · бял топ на черно поле a1 · бял топ на черно поле e1 · бяла дама на бяло поле h1 | черна дама на бяло поле e8 · черен топ на черно поле a7 · черен офицер на черно поле c7 · черен топ на бяло поле d7 · черен кон на бяло поле f7 · черен цар на черно поле g7 · черна пешка на черно поле b6 · черен офицер на бяло поле c6 · черна пешка на бяло поле e6 · черна пешка на бяло поле g6 · черна пешка на черно поле a5 · черна пешка на черно поле c5 · черен кон на бяло поле d5 · бяла пешка на черно поле e5 · черна пешка на бяло поле f5 · черна пешка на бяло поле h5 · бяла пешка на бяло поле a4 · черна пешка на черно поле d4 · бяла пешка на черно поле f4 · бяла пешка на черно поле h4 · бял кон на черно поле a3 · бяла пешка на бяло поле b3 · бяла пешка на бяло поле d3 · бял офицер на бяло поле f3 · бяла пешка на черно поле g3 · бял кон на бяло поле h3 · бяла пешка на бяло поле c2 · бял офицер на черно поле d2 · бял цар на черно поле h2 · бял топ на черно поле a1 · бял топ на черно поле e1 · бяла дама на бяло поле h1 | черна дама на бяло поле e8 · черен топ на черно поле a7 · черен офицер на черно поле c7 · черен топ на бяло поле d7 · черен кон на бяло поле f7 · черен цар на черно поле g7 · черна пешка на черно поле b6 · черен офицер на бяло поле c6 · черна пешка на бяло поле e6 · черна пешка на бяло поле g6 · черна пешка на черно поле a5 · черна пешка на черно поле c5 · черен кон на бяло поле d5 · бяла пешка на черно поле e5 · черна пешка на бяло поле f5 · черна пешка на бяло поле h5 · бяла пешка на бяло поле a4 · черна пешка на черно поле d4 · бяла пешка на черно поле f4 · бяла пешка на черно поле h4 · бял кон на черно поле a3 · бяла пешка на бяло поле b3 · бяла пешка на бяло поле d3 · бял офицер на бяло поле f3 · бяла пешка на черно поле g3 · бял кон на бяло поле h3 · бяла пешка на бяло поле c2 · бял офицер на черно поле d2 · бял цар на черно поле h2 · бял топ на черно поле a1 · бял топ на черно поле e1 · бяла дама на бяло поле h1 | черна дама на бяло поле e8 · черен топ на черно поле a7 · черен офицер на черно поле c7 · черен топ на бяло поле d7 · черен кон на бяло поле f7 · черен цар на черно поле g7 · черна пешка на черно поле b6 · черен офицер на бяло поле c6 · черна пешка на бяло поле e6 · черна пешка на бяло поле g6 · черна пешка на черно поле a5 · черна пешка на черно поле c5 · черен кон на бяло поле d5 · бяла пешка на черно поле e5 · черна пешка на бяло поле f5 · черна пешка на бяло поле h5 · бяла пешка на бяло поле a4 · черна пешка на черно поле d4 · бяла пешка на черно поле f4 · бяла пешка на черно поле h4 · бял кон на черно поле a3 · бяла пешка на бяло поле b3 · бяла пешка на бяло поле d3 · бял офицер на бяло поле f3 · бяла пешка на черно поле g3 · бял кон на бяло поле h3 · бяла пешка на бяло поле c2 · бял офицер на черно поле d2 · бял цар на черно поле h2 · бял топ на черно поле a1 · бял топ на черно поле e1 · бяла дама на бяло поле h1 | черна дама на бяло поле e8 · черен топ на черно поле a7 · черен офицер на черно поле c7 · черен топ на бяло поле d7 · черен кон на бяло поле f7 · черен цар на черно поле g7 · черна пешка на черно поле b6 · черен офицер на бяло поле c6 · черна пешка на бяло поле e6 · черна пешка на бяло поле g6 · черна пешка на черно поле a5 · черна пешка на черно поле c5 · черен кон на бяло поле d5 · бяла пешка на черно поле e5 · черна пешка на бяло поле f5 · черна пешка на бяло поле h5 · бяла пешка на бяло поле a4 · черна пешка на черно поле d4 · бяла пешка на черно поле f4 · бяла пешка на черно поле h4 · бял кон на черно поле a3 · бяла пешка на бяло поле b3 · бяла пешка на бяло поле d3 · бял офицер на бяло поле f3 · бяла пешка на черно поле g3 · бял кон на бяло поле h3 · бяла пешка на бяло поле c2 · бял офицер на черно поле d2 · бял цар на черно поле h2 · бял топ на черно поле a1 · бял топ на черно поле e1 · бяла дама на бяло поле h1 | черна дама на бяло поле e8 · черен топ на черно поле a7 · черен офицер на черно поле c7 · черен топ на бяло поле d7 · черен кон на бяло поле f7 · черен цар на черно поле g7 · черна пешка на черно поле b6 · черен офицер на бяло поле c6 · черна пешка на бяло поле e6 · черна пешка на бяло поле g6 · черна пешка на черно поле a5 · черна пешка на черно поле c5 · черен кон на бяло поле d5 · бяла пешка на черно поле e5 · черна пешка на бяло поле f5 · черна пешка на бяло поле h5 · бяла пешка на бяло поле a4 · черна пешка на черно поле d4 · бяла пешка на черно поле f4 · бяла пешка на черно поле h4 · бял кон на черно поле a3 · бяла пешка на бяло поле b3 · бяла пешка на бяло поле d3 · бял офицер на бяло поле f3 · бяла пешка на черно поле g3 · бял кон на бяло поле h3 · бяла пешка на бяло поле c2 · бял офицер на черно поле d2 · бял цар на черно поле h2 · бял топ на черно поле a1 · бял топ на черно поле e1 · бяла дама на бяло поле h1 | черна дама на бяло поле e8 · черен топ на черно поле a7 · черен офицер на черно поле c7 · черен топ на бяло поле d7 · черен кон на бяло поле f7 · черен цар на черно поле g7 · черна пешка на черно поле b6 · черен офицер на бяло поле c6 · черна пешка на бяло поле e6 · черна пешка на бяло поле g6 · черна пешка на черно поле a5 · черна пешка на черно поле c5 · черен кон на бяло поле d5 · бяла пешка на черно поле e5 · черна пешка на бяло поле f5 · черна пешка на бяло поле h5 · бяла пешка на бяло поле a4 · черна пешка на черно поле d4 · бяла пешка на черно поле f4 · бяла пешка на черно поле h4 · бял кон на черно поле a3 · бяла пешка на бяло поле b3 · бяла пешка на бяло поле d3 · бял офицер на бяло поле f3 · бяла пешка на черно поле g3 · бял кон на бяло поле h3 · бяла пешка на бяло поле c2 · бял офицер на черно поле d2 · бял цар на черно поле h2 · бял топ на черно поле a1 · бял топ на черно поле e1 · бяла дама на бяло поле h1 | 6 |
| 5 | черна дама на бяло поле e8 · черен топ на черно поле a7 · черен офицер на черно поле c7 · черен топ на бяло поле d7 · черен кон на бяло поле f7 · черен цар на черно поле g7 · черна пешка на черно поле b6 · черен офицер на бяло поле c6 · черна пешка на бяло поле e6 · черна пешка на бяло поле g6 · черна пешка на черно поле a5 · черна пешка на черно поле c5 · черен кон на бяло поле d5 · бяла пешка на черно поле e5 · черна пешка на бяло поле f5 · черна пешка на бяло поле h5 · бяла пешка на бяло поле a4 · черна пешка на черно поле d4 · бяла пешка на черно поле f4 · бяла пешка на черно поле h4 · бял кон на черно поле a3 · бяла пешка на бяло поле b3 · бяла пешка на бяло поле d3 · бял офицер на бяло поле f3 · бяла пешка на черно поле g3 · бял кон на бяло поле h3 · бяла пешка на бяло поле c2 · бял офицер на черно поле d2 · бял цар на черно поле h2 · бял топ на черно поле a1 · бял топ на черно поле e1 · бяла дама на бяло поле h1 | черна дама на бяло поле e8 · черен топ на черно поле a7 · черен офицер на черно поле c7 · черен топ на бяло поле d7 · черен кон на бяло поле f7 · черен цар на черно поле g7 · черна пешка на черно поле b6 · черен офицер на бяло поле c6 · черна пешка на бяло поле e6 · черна пешка на бяло поле g6 · черна пешка на черно поле a5 · черна пешка на черно поле c5 · черен кон на бяло поле d5 · бяла пешка на черно поле e5 · черна пешка на бяло поле f5 · черна пешка на бяло поле h5 · бяла пешка на бяло поле a4 · черна пешка на черно поле d4 · бяла пешка на черно поле f4 · бяла пешка на черно поле h4 · бял кон на черно поле a3 · бяла пешка на бяло поле b3 · бяла пешка на бяло поле d3 · бял офицер на бяло поле f3 · бяла пешка на черно поле g3 · бял кон на бяло поле h3 · бяла пешка на бяло поле c2 · бял офицер на черно поле d2 · бял цар на черно поле h2 · бял топ на черно поле a1 · бял топ на черно поле e1 · бяла дама на бяло поле h1 | черна дама на бяло поле e8 · черен топ на черно поле a7 · черен офицер на черно поле c7 · черен топ на бяло поле d7 · черен кон на бяло поле f7 · черен цар на черно поле g7 · черна пешка на черно поле b6 · черен офицер на бяло поле c6 · черна пешка на бяло поле e6 · черна пешка на бяло поле g6 · черна пешка на черно поле a5 · черна пешка на черно поле c5 · черен кон на бяло поле d5 · бяла пешка на черно поле e5 · черна пешка на бяло поле f5 · черна пешка на бяло поле h5 · бяла пешка на бяло поле a4 · черна пешка на черно поле d4 · бяла пешка на черно поле f4 · бяла пешка на черно поле h4 · бял кон на черно поле a3 · бяла пешка на бяло поле b3 · бяла пешка на бяло поле d3 · бял офицер на бяло поле f3 · бяла пешка на черно поле g3 · бял кон на бяло поле h3 · бяла пешка на бяло поле c2 · бял офицер на черно поле d2 · бял цар на черно поле h2 · бял топ на черно поле a1 · бял топ на черно поле e1 · бяла дама на бяло поле h1 | черна дама на бяло поле e8 · черен топ на черно поле a7 · черен офицер на черно поле c7 · черен топ на бяло поле d7 · черен кон на бяло поле f7 · черен цар на черно поле g7 · черна пешка на черно поле b6 · черен офицер на бяло поле c6 · черна пешка на бяло поле e6 · черна пешка на бяло поле g6 · черна пешка на черно поле a5 · черна пешка на черно поле c5 · черен кон на бяло поле d5 · бяла пешка на черно поле e5 · черна пешка на бяло поле f5 · черна пешка на бяло поле h5 · бяла пешка на бяло поле a4 · черна пешка на черно поле d4 · бяла пешка на черно поле f4 · бяла пешка на черно поле h4 · бял кон на черно поле a3 · бяла пешка на бяло поле b3 · бяла пешка на бяло поле d3 · бял офицер на бяло поле f3 · бяла пешка на черно поле g3 · бял кон на бяло поле h3 · бяла пешка на бяло поле c2 · бял офицер на черно поле d2 · бял цар на черно поле h2 · бял топ на черно поле a1 · бял топ на черно поле e1 · бяла дама на бяло поле h1 | черна дама на бяло поле e8 · черен топ на черно поле a7 · черен офицер на черно поле c7 · черен топ на бяло поле d7 · черен кон на бяло поле f7 · черен цар на черно поле g7 · черна пешка на черно поле b6 · черен офицер на бяло поле c6 · черна пешка на бяло поле e6 · черна пешка на бяло поле g6 · черна пешка на черно поле a5 · черна пешка на черно поле c5 · черен кон на бяло поле d5 · бяла пешка на черно поле e5 · черна пешка на бяло поле f5 · черна пешка на бяло поле h5 · бяла пешка на бяло поле a4 · черна пешка на черно поле d4 · бяла пешка на черно поле f4 · бяла пешка на черно поле h4 · бял кон на черно поле a3 · бяла пешка на бяло поле b3 · бяла пешка на бяло поле d3 · бял офицер на бяло поле f3 · бяла пешка на черно поле g3 · бял кон на бяло поле h3 · бяла пешка на бяло поле c2 · бял офицер на черно поле d2 · бял цар на черно поле h2 · бял топ на черно поле a1 · бял топ на черно поле e1 · бяла дама на бяло поле h1 | черна дама на бяло поле e8 · черен топ на черно поле a7 · черен офицер на черно поле c7 · черен топ на бяло поле d7 · черен кон на бяло поле f7 · черен цар на черно поле g7 · черна пешка на черно поле b6 · черен офицер на бяло поле c6 · черна пешка на бяло поле e6 · черна пешка на бяло поле g6 · черна пешка на черно поле a5 · черна пешка на черно поле c5 · черен кон на бяло поле d5 · бяла пешка на черно поле e5 · черна пешка на бяло поле f5 · черна пешка на бяло поле h5 · бяла пешка на бяло поле a4 · черна пешка на черно поле d4 · бяла пешка на черно поле f4 · бяла пешка на черно поле h4 · бял кон на черно поле a3 · бяла пешка на бяло поле b3 · бяла пешка на бяло поле d3 · бял офицер на бяло поле f3 · бяла пешка на черно поле g3 · бял кон на бяло поле h3 · бяла пешка на бяло поле c2 · бял офицер на черно поле d2 · бял цар на черно поле h2 · бял топ на черно поле a1 · бял топ на черно поле e1 · бяла дама на бяло поле h1 | черна дама на бяло поле e8 · черен топ на черно поле a7 · черен офицер на черно поле c7 · черен топ на бяло поле d7 · черен кон на бяло поле f7 · черен цар на черно поле g7 · черна пешка на черно поле b6 · черен офицер на бяло поле c6 · черна пешка на бяло поле e6 · черна пешка на бяло поле g6 · черна пешка на черно поле a5 · черна пешка на черно поле c5 · черен кон на бяло поле d5 · бяла пешка на черно поле e5 · черна пешка на бяло поле f5 · черна пешка на бяло поле h5 · бяла пешка на бяло поле a4 · черна пешка на черно поле d4 · бяла пешка на черно поле f4 · бяла пешка на черно поле h4 · бял кон на черно поле a3 · бяла пешка на бяло поле b3 · бяла пешка на бяло поле d3 · бял офицер на бяло поле f3 · бяла пешка на черно поле g3 · бял кон на бяло поле h3 · бяла пешка на бяло поле c2 · бял офицер на черно поле d2 · бял цар на черно поле h2 · бял топ на черно поле a1 · бял топ на черно поле e1 · бяла дама на бяло поле h1 | черна дама на бяло поле e8 · черен топ на черно поле a7 · черен офицер на черно поле c7 · черен топ на бяло поле d7 · черен кон на бяло поле f7 · черен цар на черно поле g7 · черна пешка на черно поле b6 · черен офицер на бяло поле c6 · черна пешка на бяло поле e6 · черна пешка на бяло поле g6 · черна пешка на черно поле a5 · черна пешка на черно поле c5 · черен кон на бяло поле d5 · бяла пешка на черно поле e5 · черна пешка на бяло поле f5 · черна пешка на бяло поле h5 · бяла пешка на бяло поле a4 · черна пешка на черно поле d4 · бяла пешка на черно поле f4 · бяла пешка на черно поле h4 · бял кон на черно поле a3 · бяла пешка на бяло поле b3 · бяла пешка на бяло поле d3 · бял офицер на бяло поле f3 · бяла пешка на черно поле g3 · бял кон на бяло поле h3 · бяла пешка на бяло поле c2 · бял офицер на черно поле d2 · бял цар на черно поле h2 · бял топ на черно поле a1 · бял топ на черно поле e1 · бяла дама на бяло поле h1 | 5 |
| 4 | черна дама на бяло поле e8 · черен топ на черно поле a7 · черен офицер на черно поле c7 · черен топ на бяло поле d7 · черен кон на бяло поле f7 · черен цар на черно поле g7 · черна пешка на черно поле b6 · черен офицер на бяло поле c6 · черна пешка на бяло поле e6 · черна пешка на бяло поле g6 · черна пешка на черно поле a5 · черна пешка на черно поле c5 · черен кон на бяло поле d5 · бяла пешка на черно поле e5 · черна пешка на бяло поле f5 · черна пешка на бяло поле h5 · бяла пешка на бяло поле a4 · черна пешка на черно поле d4 · бяла пешка на черно поле f4 · бяла пешка на черно поле h4 · бял кон на черно поле a3 · бяла пешка на бяло поле b3 · бяла пешка на бяло поле d3 · бял офицер на бяло поле f3 · бяла пешка на черно поле g3 · бял кон на бяло поле h3 · бяла пешка на бяло поле c2 · бял офицер на черно поле d2 · бял цар на черно поле h2 · бял топ на черно поле a1 · бял топ на черно поле e1 · бяла дама на бяло поле h1 | черна дама на бяло поле e8 · черен топ на черно поле a7 · черен офицер на черно поле c7 · черен топ на бяло поле d7 · черен кон на бяло поле f7 · черен цар на черно поле g7 · черна пешка на черно поле b6 · черен офицер на бяло поле c6 · черна пешка на бяло поле e6 · черна пешка на бяло поле g6 · черна пешка на черно поле a5 · черна пешка на черно поле c5 · черен кон на бяло поле d5 · бяла пешка на черно поле e5 · черна пешка на бяло поле f5 · черна пешка на бяло поле h5 · бяла пешка на бяло поле a4 · черна пешка на черно поле d4 · бяла пешка на черно поле f4 · бяла пешка на черно поле h4 · бял кон на черно поле a3 · бяла пешка на бяло поле b3 · бяла пешка на бяло поле d3 · бял офицер на бяло поле f3 · бяла пешка на черно поле g3 · бял кон на бяло поле h3 · бяла пешка на бяло поле c2 · бял офицер на черно поле d2 · бял цар на черно поле h2 · бял топ на черно поле a1 · бял топ на черно поле e1 · бяла дама на бяло поле h1 | черна дама на бяло поле e8 · черен топ на черно поле a7 · черен офицер на черно поле c7 · черен топ на бяло поле d7 · черен кон на бяло поле f7 · черен цар на черно поле g7 · черна пешка на черно поле b6 · черен офицер на бяло поле c6 · черна пешка на бяло поле e6 · черна пешка на бяло поле g6 · черна пешка на черно поле a5 · черна пешка на черно поле c5 · черен кон на бяло поле d5 · бяла пешка на черно поле e5 · черна пешка на бяло поле f5 · черна пешка на бяло поле h5 · бяла пешка на бяло поле a4 · черна пешка на черно поле d4 · бяла пешка на черно поле f4 · бяла пешка на черно поле h4 · бял кон на черно поле a3 · бяла пешка на бяло поле b3 · бяла пешка на бяло поле d3 · бял офицер на бяло поле f3 · бяла пешка на черно поле g3 · бял кон на бяло поле h3 · бяла пешка на бяло поле c2 · бял офицер на черно поле d2 · бял цар на черно поле h2 · бял топ на черно поле a1 · бял топ на черно поле e1 · бяла дама на бяло поле h1 | черна дама на бяло поле e8 · черен топ на черно поле a7 · черен офицер на черно поле c7 · черен топ на бяло поле d7 · черен кон на бяло поле f7 · черен цар на черно поле g7 · черна пешка на черно поле b6 · черен офицер на бяло поле c6 · черна пешка на бяло поле e6 · черна пешка на бяло поле g6 · черна пешка на черно поле a5 · черна пешка на черно поле c5 · черен кон на бяло поле d5 · бяла пешка на черно поле e5 · черна пешка на бяло поле f5 · черна пешка на бяло поле h5 · бяла пешка на бяло поле a4 · черна пешка на черно поле d4 · бяла пешка на черно поле f4 · бяла пешка на черно поле h4 · бял кон на черно поле a3 · бяла пешка на бяло поле b3 · бяла пешка на бяло поле d3 · бял офицер на бяло поле f3 · бяла пешка на черно поле g3 · бял кон на бяло поле h3 · бяла пешка на бяло поле c2 · бял офицер на черно поле d2 · бял цар на черно поле h2 · бял топ на черно поле a1 · бял топ на черно поле e1 · бяла дама на бяло поле h1 | черна дама на бяло поле e8 · черен топ на черно поле a7 · черен офицер на черно поле c7 · черен топ на бяло поле d7 · черен кон на бяло поле f7 · черен цар на черно поле g7 · черна пешка на черно поле b6 · черен офицер на бяло поле c6 · черна пешка на бяло поле e6 · черна пешка на бяло поле g6 · черна пешка на черно поле a5 · черна пешка на черно поле c5 · черен кон на бяло поле d5 · бяла пешка на черно поле e5 · черна пешка на бяло поле f5 · черна пешка на бяло поле h5 · бяла пешка на бяло поле a4 · черна пешка на черно поле d4 · бяла пешка на черно поле f4 · бяла пешка на черно поле h4 · бял кон на черно поле a3 · бяла пешка на бяло поле b3 · бяла пешка на бяло поле d3 · бял офицер на бяло поле f3 · бяла пешка на черно поле g3 · бял кон на бяло поле h3 · бяла пешка на бяло поле c2 · бял офицер на черно поле d2 · бял цар на черно поле h2 · бял топ на черно поле a1 · бял топ на черно поле e1 · бяла дама на бяло поле h1 | черна дама на бяло поле e8 · черен топ на черно поле a7 · черен офицер на черно поле c7 · черен топ на бяло поле d7 · черен кон на бяло поле f7 · черен цар на черно поле g7 · черна пешка на черно поле b6 · черен офицер на бяло поле c6 · черна пешка на бяло поле e6 · черна пешка на бяло поле g6 · черна пешка на черно поле a5 · черна пешка на черно поле c5 · черен кон на бяло поле d5 · бяла пешка на черно поле e5 · черна пешка на бяло поле f5 · черна пешка на бяло поле h5 · бяла пешка на бяло поле a4 · черна пешка на черно поле d4 · бяла пешка на черно поле f4 · бяла пешка на черно поле h4 · бял кон на черно поле a3 · бяла пешка на бяло поле b3 · бяла пешка на бяло поле d3 · бял офицер на бяло поле f3 · бяла пешка на черно поле g3 · бял кон на бяло поле h3 · бяла пешка на бяло поле c2 · бял офицер на черно поле d2 · бял цар на черно поле h2 · бял топ на черно поле a1 · бял топ на черно поле e1 · бяла дама на бяло поле h1 | черна дама на бяло поле e8 · черен топ на черно поле a7 · черен офицер на черно поле c7 · черен топ на бяло поле d7 · черен кон на бяло поле f7 · черен цар на черно поле g7 · черна пешка на черно поле b6 · черен офицер на бяло поле c6 · черна пешка на бяло поле e6 · черна пешка на бяло поле g6 · черна пешка на черно поле a5 · черна пешка на черно поле c5 · черен кон на бяло поле d5 · бяла пешка на черно поле e5 · черна пешка на бяло поле f5 · черна пешка на бяло поле h5 · бяла пешка на бяло поле a4 · черна пешка на черно поле d4 · бяла пешка на черно поле f4 · бяла пешка на черно поле h4 · бял кон на черно поле a3 · бяла пешка на бяло поле b3 · бяла пешка на бяло поле d3 · бял офицер на бяло поле f3 · бяла пешка на черно поле g3 · бял кон на бяло поле h3 · бяла пешка на бяло поле c2 · бял офицер на черно поле d2 · бял цар на черно поле h2 · бял топ на черно поле a1 · бял топ на черно поле e1 · бяла дама на бяло поле h1 | черна дама на бяло поле e8 · черен топ на черно поле a7 · черен офицер на черно поле c7 · черен топ на бяло поле d7 · черен кон на бяло поле f7 · черен цар на черно поле g7 · черна пешка на черно поле b6 · черен офицер на бяло поле c6 · черна пешка на бяло поле e6 · черна пешка на бяло поле g6 · черна пешка на черно поле a5 · черна пешка на черно поле c5 · черен кон на бяло поле d5 · бяла пешка на черно поле e5 · черна пешка на бяло поле f5 · черна пешка на бяло поле h5 · бяла пешка на бяло поле a4 · черна пешка на черно поле d4 · бяла пешка на черно поле f4 · бяла пешка на черно поле h4 · бял кон на черно поле a3 · бяла пешка на бяло поле b3 · бяла пешка на бяло поле d3 · бял офицер на бяло поле f3 · бяла пешка на черно поле g3 · бял кон на бяло поле h3 · бяла пешка на бяло поле c2 · бял офицер на черно поле d2 · бял цар на черно поле h2 · бял топ на черно поле a1 · бял топ на черно поле e1 · бяла дама на бяло поле h1 | 4 |
| 3 | черна дама на бяло поле e8 · черен топ на черно поле a7 · черен офицер на черно поле c7 · черен топ на бяло поле d7 · черен кон на бяло поле f7 · черен цар на черно поле g7 · черна пешка на черно поле b6 · черен офицер на бяло поле c6 · черна пешка на бяло поле e6 · черна пешка на бяло поле g6 · черна пешка на черно поле a5 · черна пешка на черно поле c5 · черен кон на бяло поле d5 · бяла пешка на черно поле e5 · черна пешка на бяло поле f5 · черна пешка на бяло поле h5 · бяла пешка на бяло поле a4 · черна пешка на черно поле d4 · бяла пешка на черно поле f4 · бяла пешка на черно поле h4 · бял кон на черно поле a3 · бяла пешка на бяло поле b3 · бяла пешка на бяло поле d3 · бял офицер на бяло поле f3 · бяла пешка на черно поле g3 · бял кон на бяло поле h3 · бяла пешка на бяло поле c2 · бял офицер на черно поле d2 · бял цар на черно поле h2 · бял топ на черно поле a1 · бял топ на черно поле e1 · бяла дама на бяло поле h1 | черна дама на бяло поле e8 · черен топ на черно поле a7 · черен офицер на черно поле c7 · черен топ на бяло поле d7 · черен кон на бяло поле f7 · черен цар на черно поле g7 · черна пешка на черно поле b6 · черен офицер на бяло поле c6 · черна пешка на бяло поле e6 · черна пешка на бяло поле g6 · черна пешка на черно поле a5 · черна пешка на черно поле c5 · черен кон на бяло поле d5 · бяла пешка на черно поле e5 · черна пешка на бяло поле f5 · черна пешка на бяло поле h5 · бяла пешка на бяло поле a4 · черна пешка на черно поле d4 · бяла пешка на черно поле f4 · бяла пешка на черно поле h4 · бял кон на черно поле a3 · бяла пешка на бяло поле b3 · бяла пешка на бяло поле d3 · бял офицер на бяло поле f3 · бяла пешка на черно поле g3 · бял кон на бяло поле h3 · бяла пешка на бяло поле c2 · бял офицер на черно поле d2 · бял цар на черно поле h2 · бял топ на черно поле a1 · бял топ на черно поле e1 · бяла дама на бяло поле h1 | черна дама на бяло поле e8 · черен топ на черно поле a7 · черен офицер на черно поле c7 · черен топ на бяло поле d7 · черен кон на бяло поле f7 · черен цар на черно поле g7 · черна пешка на черно поле b6 · черен офицер на бяло поле c6 · черна пешка на бяло поле e6 · черна пешка на бяло поле g6 · черна пешка на черно поле a5 · черна пешка на черно поле c5 · черен кон на бяло поле d5 · бяла пешка на черно поле e5 · черна пешка на бяло поле f5 · черна пешка на бяло поле h5 · бяла пешка на бяло поле a4 · черна пешка на черно поле d4 · бяла пешка на черно поле f4 · бяла пешка на черно поле h4 · бял кон на черно поле a3 · бяла пешка на бяло поле b3 · бяла пешка на бяло поле d3 · бял офицер на бяло поле f3 · бяла пешка на черно поле g3 · бял кон на бяло поле h3 · бяла пешка на бяло поле c2 · бял офицер на черно поле d2 · бял цар на черно поле h2 · бял топ на черно поле a1 · бял топ на черно поле e1 · бяла дама на бяло поле h1 | черна дама на бяло поле e8 · черен топ на черно поле a7 · черен офицер на черно поле c7 · черен топ на бяло поле d7 · черен кон на бяло поле f7 · черен цар на черно поле g7 · черна пешка на черно поле b6 · черен офицер на бяло поле c6 · черна пешка на бяло поле e6 · черна пешка на бяло поле g6 · черна пешка на черно поле a5 · черна пешка на черно поле c5 · черен кон на бяло поле d5 · бяла пешка на черно поле e5 · черна пешка на бяло поле f5 · черна пешка на бяло поле h5 · бяла пешка на бяло поле a4 · черна пешка на черно поле d4 · бяла пешка на черно поле f4 · бяла пешка на черно поле h4 · бял кон на черно поле a3 · бяла пешка на бяло поле b3 · бяла пешка на бяло поле d3 · бял офицер на бяло поле f3 · бяла пешка на черно поле g3 · бял кон на бяло поле h3 · бяла пешка на бяло поле c2 · бял офицер на черно поле d2 · бял цар на черно поле h2 · бял топ на черно поле a1 · бял топ на черно поле e1 · бяла дама на бяло поле h1 | черна дама на бяло поле e8 · черен топ на черно поле a7 · черен офицер на черно поле c7 · черен топ на бяло поле d7 · черен кон на бяло поле f7 · черен цар на черно поле g7 · черна пешка на черно поле b6 · черен офицер на бяло поле c6 · черна пешка на бяло поле e6 · черна пешка на бяло поле g6 · черна пешка на черно поле a5 · черна пешка на черно поле c5 · черен кон на бяло поле d5 · бяла пешка на черно поле e5 · черна пешка на бяло поле f5 · черна пешка на бяло поле h5 · бяла пешка на бяло поле a4 · черна пешка на черно поле d4 · бяла пешка на черно поле f4 · бяла пешка на черно поле h4 · бял кон на черно поле a3 · бяла пешка на бяло поле b3 · бяла пешка на бяло поле d3 · бял офицер на бяло поле f3 · бяла пешка на черно поле g3 · бял кон на бяло поле h3 · бяла пешка на бяло поле c2 · бял офицер на черно поле d2 · бял цар на черно поле h2 · бял топ на черно поле a1 · бял топ на черно поле e1 · бяла дама на бяло поле h1 | черна дама на бяло поле e8 · черен топ на черно поле a7 · черен офицер на черно поле c7 · черен топ на бяло поле d7 · черен кон на бяло поле f7 · черен цар на черно поле g7 · черна пешка на черно поле b6 · черен офицер на бяло поле c6 · черна пешка на бяло поле e6 · черна пешка на бяло поле g6 · черна пешка на черно поле a5 · черна пешка на черно поле c5 · черен кон на бяло поле d5 · бяла пешка на черно поле e5 · черна пешка на бяло поле f5 · черна пешка на бяло поле h5 · бяла пешка на бяло поле a4 · черна пешка на черно поле d4 · бяла пешка на черно поле f4 · бяла пешка на черно поле h4 · бял кон на черно поле a3 · бяла пешка на бяло поле b3 · бяла пешка на бяло поле d3 · бял офицер на бяло поле f3 · бяла пешка на черно поле g3 · бял кон на бяло поле h3 · бяла пешка на бяло поле c2 · бял офицер на черно поле d2 · бял цар на черно поле h2 · бял топ на черно поле a1 · бял топ на черно поле e1 · бяла дама на бяло поле h1 | черна дама на бяло поле e8 · черен топ на черно поле a7 · черен офицер на черно поле c7 · черен топ на бяло поле d7 · черен кон на бяло поле f7 · черен цар на черно поле g7 · черна пешка на черно поле b6 · черен офицер на бяло поле c6 · черна пешка на бяло поле e6 · черна пешка на бяло поле g6 · черна пешка на черно поле a5 · черна пешка на черно поле c5 · черен кон на бяло поле d5 · бяла пешка на черно поле e5 · черна пешка на бяло поле f5 · черна пешка на бяло поле h5 · бяла пешка на бяло поле a4 · черна пешка на черно поле d4 · бяла пешка на черно поле f4 · бяла пешка на черно поле h4 · бял кон на черно поле a3 · бяла пешка на бяло поле b3 · бяла пешка на бяло поле d3 · бял офицер на бяло поле f3 · бяла пешка на черно поле g3 · бял кон на бяло поле h3 · бяла пешка на бяло поле c2 · бял офицер на черно поле d2 · бял цар на черно поле h2 · бял топ на черно поле a1 · бял топ на черно поле e1 · бяла дама на бяло поле h1 | черна дама на бяло поле e8 · черен топ на черно поле a7 · черен офицер на черно поле c7 · черен топ на бяло поле d7 · черен кон на бяло поле f7 · черен цар на черно поле g7 · черна пешка на черно поле b6 · черен офицер на бяло поле c6 · черна пешка на бяло поле e6 · черна пешка на бяло поле g6 · черна пешка на черно поле a5 · черна пешка на черно поле c5 · черен кон на бяло поле d5 · бяла пешка на черно поле e5 · черна пешка на бяло поле f5 · черна пешка на бяло поле h5 · бяла пешка на бяло поле a4 · черна пешка на черно поле d4 · бяла пешка на черно поле f4 · бяла пешка на черно поле h4 · бял кон на черно поле a3 · бяла пешка на бяло поле b3 · бяла пешка на бяло поле d3 · бял офицер на бяло поле f3 · бяла пешка на черно поле g3 · бял кон на бяло поле h3 · бяла пешка на бяло поле c2 · бял офицер на черно поле d2 · бял цар на черно поле h2 · бял топ на черно поле a1 · бял топ на черно поле e1 · бяла дама на бяло поле h1 | 3 |
| 2 | черна дама на бяло поле e8 · черен топ на черно поле a7 · черен офицер на черно поле c7 · черен топ на бяло поле d7 · черен кон на бяло поле f7 · черен цар на черно поле g7 · черна пешка на черно поле b6 · черен офицер на бяло поле c6 · черна пешка на бяло поле e6 · черна пешка на бяло поле g6 · черна пешка на черно поле a5 · черна пешка на черно поле c5 · черен кон на бяло поле d5 · бяла пешка на черно поле e5 · черна пешка на бяло поле f5 · черна пешка на бяло поле h5 · бяла пешка на бяло поле a4 · черна пешка на черно поле d4 · бяла пешка на черно поле f4 · бяла пешка на черно поле h4 · бял кон на черно поле a3 · бяла пешка на бяло поле b3 · бяла пешка на бяло поле d3 · бял офицер на бяло поле f3 · бяла пешка на черно поле g3 · бял кон на бяло поле h3 · бяла пешка на бяло поле c2 · бял офицер на черно поле d2 · бял цар на черно поле h2 · бял топ на черно поле a1 · бял топ на черно поле e1 · бяла дама на бяло поле h1 | черна дама на бяло поле e8 · черен топ на черно поле a7 · черен офицер на черно поле c7 · черен топ на бяло поле d7 · черен кон на бяло поле f7 · черен цар на черно поле g7 · черна пешка на черно поле b6 · черен офицер на бяло поле c6 · черна пешка на бяло поле e6 · черна пешка на бяло поле g6 · черна пешка на черно поле a5 · черна пешка на черно поле c5 · черен кон на бяло поле d5 · бяла пешка на черно поле e5 · черна пешка на бяло поле f5 · черна пешка на бяло поле h5 · бяла пешка на бяло поле a4 · черна пешка на черно поле d4 · бяла пешка на черно поле f4 · бяла пешка на черно поле h4 · бял кон на черно поле a3 · бяла пешка на бяло поле b3 · бяла пешка на бяло поле d3 · бял офицер на бяло поле f3 · бяла пешка на черно поле g3 · бял кон на бяло поле h3 · бяла пешка на бяло поле c2 · бял офицер на черно поле d2 · бял цар на черно поле h2 · бял топ на черно поле a1 · бял топ на черно поле e1 · бяла дама на бяло поле h1 | черна дама на бяло поле e8 · черен топ на черно поле a7 · черен офицер на черно поле c7 · черен топ на бяло поле d7 · черен кон на бяло поле f7 · черен цар на черно поле g7 · черна пешка на черно поле b6 · черен офицер на бяло поле c6 · черна пешка на бяло поле e6 · черна пешка на бяло поле g6 · черна пешка на черно поле a5 · черна пешка на черно поле c5 · черен кон на бяло поле d5 · бяла пешка на черно поле e5 · черна пешка на бяло поле f5 · черна пешка на бяло поле h5 · бяла пешка на бяло поле a4 · черна пешка на черно поле d4 · бяла пешка на черно поле f4 · бяла пешка на черно поле h4 · бял кон на черно поле a3 · бяла пешка на бяло поле b3 · бяла пешка на бяло поле d3 · бял офицер на бяло поле f3 · бяла пешка на черно поле g3 · бял кон на бяло поле h3 · бяла пешка на бяло поле c2 · бял офицер на черно поле d2 · бял цар на черно поле h2 · бял топ на черно поле a1 · бял топ на черно поле e1 · бяла дама на бяло поле h1 | черна дама на бяло поле e8 · черен топ на черно поле a7 · черен офицер на черно поле c7 · черен топ на бяло поле d7 · черен кон на бяло поле f7 · черен цар на черно поле g7 · черна пешка на черно поле b6 · черен офицер на бяло поле c6 · черна пешка на бяло поле e6 · черна пешка на бяло поле g6 · черна пешка на черно поле a5 · черна пешка на черно поле c5 · черен кон на бяло поле d5 · бяла пешка на черно поле e5 · черна пешка на бяло поле f5 · черна пешка на бяло поле h5 · бяла пешка на бяло поле a4 · черна пешка на черно поле d4 · бяла пешка на черно поле f4 · бяла пешка на черно поле h4 · бял кон на черно поле a3 · бяла пешка на бяло поле b3 · бяла пешка на бяло поле d3 · бял офицер на бяло поле f3 · бяла пешка на черно поле g3 · бял кон на бяло поле h3 · бяла пешка на бяло поле c2 · бял офицер на черно поле d2 · бял цар на черно поле h2 · бял топ на черно поле a1 · бял топ на черно поле e1 · бяла дама на бяло поле h1 | черна дама на бяло поле e8 · черен топ на черно поле a7 · черен офицер на черно поле c7 · черен топ на бяло поле d7 · черен кон на бяло поле f7 · черен цар на черно поле g7 · черна пешка на черно поле b6 · черен офицер на бяло поле c6 · черна пешка на бяло поле e6 · черна пешка на бяло поле g6 · черна пешка на черно поле a5 · черна пешка на черно поле c5 · черен кон на бяло поле d5 · бяла пешка на черно поле e5 · черна пешка на бяло поле f5 · черна пешка на бяло поле h5 · бяла пешка на бяло поле a4 · черна пешка на черно поле d4 · бяла пешка на черно поле f4 · бяла пешка на черно поле h4 · бял кон на черно поле a3 · бяла пешка на бяло поле b3 · бяла пешка на бяло поле d3 · бял офицер на бяло поле f3 · бяла пешка на черно поле g3 · бял кон на бяло поле h3 · бяла пешка на бяло поле c2 · бял офицер на черно поле d2 · бял цар на черно поле h2 · бял топ на черно поле a1 · бял топ на черно поле e1 · бяла дама на бяло поле h1 | черна дама на бяло поле e8 · черен топ на черно поле a7 · черен офицер на черно поле c7 · черен топ на бяло поле d7 · черен кон на бяло поле f7 · черен цар на черно поле g7 · черна пешка на черно поле b6 · черен офицер на бяло поле c6 · черна пешка на бяло поле e6 · черна пешка на бяло поле g6 · черна пешка на черно поле a5 · черна пешка на черно поле c5 · черен кон на бяло поле d5 · бяла пешка на черно поле e5 · черна пешка на бяло поле f5 · черна пешка на бяло поле h5 · бяла пешка на бяло поле a4 · черна пешка на черно поле d4 · бяла пешка на черно поле f4 · бяла пешка на черно поле h4 · бял кон на черно поле a3 · бяла пешка на бяло поле b3 · бяла пешка на бяло поле d3 · бял офицер на бяло поле f3 · бяла пешка на черно поле g3 · бял кон на бяло поле h3 · бяла пешка на бяло поле c2 · бял офицер на черно поле d2 · бял цар на черно поле h2 · бял топ на черно поле a1 · бял топ на черно поле e1 · бяла дама на бяло поле h1 | черна дама на бяло поле e8 · черен топ на черно поле a7 · черен офицер на черно поле c7 · черен топ на бяло поле d7 · черен кон на бяло поле f7 · черен цар на черно поле g7 · черна пешка на черно поле b6 · черен офицер на бяло поле c6 · черна пешка на бяло поле e6 · черна пешка на бяло поле g6 · черна пешка на черно поле a5 · черна пешка на черно поле c5 · черен кон на бяло поле d5 · бяла пешка на черно поле e5 · черна пешка на бяло поле f5 · черна пешка на бяло поле h5 · бяла пешка на бяло поле a4 · черна пешка на черно поле d4 · бяла пешка на черно поле f4 · бяла пешка на черно поле h4 · бял кон на черно поле a3 · бяла пешка на бяло поле b3 · бяла пешка на бяло поле d3 · бял офицер на бяло поле f3 · бяла пешка на черно поле g3 · бял кон на бяло поле h3 · бяла пешка на бяло поле c2 · бял офицер на черно поле d2 · бял цар на черно поле h2 · бял топ на черно поле a1 · бял топ на черно поле e1 · бяла дама на бяло поле h1 | черна дама на бяло поле e8 · черен топ на черно поле a7 · черен офицер на черно поле c7 · черен топ на бяло поле d7 · черен кон на бяло поле f7 · черен цар на черно поле g7 · черна пешка на черно поле b6 · черен офицер на бяло поле c6 · черна пешка на бяло поле e6 · черна пешка на бяло поле g6 · черна пешка на черно поле a5 · черна пешка на черно поле c5 · черен кон на бяло поле d5 · бяла пешка на черно поле e5 · черна пешка на бяло поле f5 · черна пешка на бяло поле h5 · бяла пешка на бяло поле a4 · черна пешка на черно поле d4 · бяла пешка на черно поле f4 · бяла пешка на черно поле h4 · бял кон на черно поле a3 · бяла пешка на бяло поле b3 · бяла пешка на бяло поле d3 · бял офицер на бяло поле f3 · бяла пешка на черно поле g3 · бял кон на бяло поле h3 · бяла пешка на бяло поле c2 · бял офицер на черно поле d2 · бял цар на черно поле h2 · бял топ на черно поле a1 · бял топ на черно поле e1 · бяла дама на бяло поле h1 | 2 |
| 1 | черна дама на бяло поле e8 · черен топ на черно поле a7 · черен офицер на черно поле c7 · черен топ на бяло поле d7 · черен кон на бяло поле f7 · черен цар на черно поле g7 · черна пешка на черно поле b6 · черен офицер на бяло поле c6 · черна пешка на бяло поле e6 · черна пешка на бяло поле g6 · черна пешка на черно поле a5 · черна пешка на черно поле c5 · черен кон на бяло поле d5 · бяла пешка на черно поле e5 · черна пешка на бяло поле f5 · черна пешка на бяло поле h5 · бяла пешка на бяло поле a4 · черна пешка на черно поле d4 · бяла пешка на черно поле f4 · бяла пешка на черно поле h4 · бял кон на черно поле a3 · бяла пешка на бяло поле b3 · бяла пешка на бяло поле d3 · бял офицер на бяло поле f3 · бяла пешка на черно поле g3 · бял кон на бяло поле h3 · бяла пешка на бяло поле c2 · бял офицер на черно поле d2 · бял цар на черно поле h2 · бял топ на черно поле a1 · бял топ на черно поле e1 · бяла дама на бяло поле h1 | черна дама на бяло поле e8 · черен топ на черно поле a7 · черен офицер на черно поле c7 · черен топ на бяло поле d7 · черен кон на бяло поле f7 · черен цар на черно поле g7 · черна пешка на черно поле b6 · черен офицер на бяло поле c6 · черна пешка на бяло поле e6 · черна пешка на бяло поле g6 · черна пешка на черно поле a5 · черна пешка на черно поле c5 · черен кон на бяло поле d5 · бяла пешка на черно поле e5 · черна пешка на бяло поле f5 · черна пешка на бяло поле h5 · бяла пешка на бяло поле a4 · черна пешка на черно поле d4 · бяла пешка на черно поле f4 · бяла пешка на черно поле h4 · бял кон на черно поле a3 · бяла пешка на бяло поле b3 · бяла пешка на бяло поле d3 · бял офицер на бяло поле f3 · бяла пешка на черно поле g3 · бял кон на бяло поле h3 · бяла пешка на бяло поле c2 · бял офицер на черно поле d2 · бял цар на черно поле h2 · бял топ на черно поле a1 · бял топ на черно поле e1 · бяла дама на бяло поле h1 | черна дама на бяло поле e8 · черен топ на черно поле a7 · черен офицер на черно поле c7 · черен топ на бяло поле d7 · черен кон на бяло поле f7 · черен цар на черно поле g7 · черна пешка на черно поле b6 · черен офицер на бяло поле c6 · черна пешка на бяло поле e6 · черна пешка на бяло поле g6 · черна пешка на черно поле a5 · черна пешка на черно поле c5 · черен кон на бяло поле d5 · бяла пешка на черно поле e5 · черна пешка на бяло поле f5 · черна пешка на бяло поле h5 · бяла пешка на бяло поле a4 · черна пешка на черно поле d4 · бяла пешка на черно поле f4 · бяла пешка на черно поле h4 · бял кон на черно поле a3 · бяла пешка на бяло поле b3 · бяла пешка на бяло поле d3 · бял офицер на бяло поле f3 · бяла пешка на черно поле g3 · бял кон на бяло поле h3 · бяла пешка на бяло поле c2 · бял офицер на черно поле d2 · бял цар на черно поле h2 · бял топ на черно поле a1 · бял топ на черно поле e1 · бяла дама на бяло поле h1 | черна дама на бяло поле e8 · черен топ на черно поле a7 · черен офицер на черно поле c7 · черен топ на бяло поле d7 · черен кон на бяло поле f7 · черен цар на черно поле g7 · черна пешка на черно поле b6 · черен офицер на бяло поле c6 · черна пешка на бяло поле e6 · черна пешка на бяло поле g6 · черна пешка на черно поле a5 · черна пешка на черно поле c5 · черен кон на бяло поле d5 · бяла пешка на черно поле e5 · черна пешка на бяло поле f5 · черна пешка на бяло поле h5 · бяла пешка на бяло поле a4 · черна пешка на черно поле d4 · бяла пешка на черно поле f4 · бяла пешка на черно поле h4 · бял кон на черно поле a3 · бяла пешка на бяло поле b3 · бяла пешка на бяло поле d3 · бял офицер на бяло поле f3 · бяла пешка на черно поле g3 · бял кон на бяло поле h3 · бяла пешка на бяло поле c2 · бял офицер на черно поле d2 · бял цар на черно поле h2 · бял топ на черно поле a1 · бял топ на черно поле e1 · бяла дама на бяло поле h1 | черна дама на бяло поле e8 · черен топ на черно поле a7 · черен офицер на черно поле c7 · черен топ на бяло поле d7 · черен кон на бяло поле f7 · черен цар на черно поле g7 · черна пешка на черно поле b6 · черен офицер на бяло поле c6 · черна пешка на бяло поле e6 · черна пешка на бяло поле g6 · черна пешка на черно поле a5 · черна пешка на черно поле c5 · черен кон на бяло поле d5 · бяла пешка на черно поле e5 · черна пешка на бяло поле f5 · черна пешка на бяло поле h5 · бяла пешка на бяло поле a4 · черна пешка на черно поле d4 · бяла пешка на черно поле f4 · бяла пешка на черно поле h4 · бял кон на черно поле a3 · бяла пешка на бяло поле b3 · бяла пешка на бяло поле d3 · бял офицер на бяло поле f3 · бяла пешка на черно поле g3 · бял кон на бяло поле h3 · бяла пешка на бяло поле c2 · бял офицер на черно поле d2 · бял цар на черно поле h2 · бял топ на черно поле a1 · бял топ на черно поле e1 · бяла дама на бяло поле h1 | черна дама на бяло поле e8 · черен топ на черно поле a7 · черен офицер на черно поле c7 · черен топ на бяло поле d7 · черен кон на бяло поле f7 · черен цар на черно поле g7 · черна пешка на черно поле b6 · черен офицер на бяло поле c6 · черна пешка на бяло поле e6 · черна пешка на бяло поле g6 · черна пешка на черно поле a5 · черна пешка на черно поле c5 · черен кон на бяло поле d5 · бяла пешка на черно поле e5 · черна пешка на бяло поле f5 · черна пешка на бяло поле h5 · бяла пешка на бяло поле a4 · черна пешка на черно поле d4 · бяла пешка на черно поле f4 · бяла пешка на черно поле h4 · бял кон на черно поле a3 · бяла пешка на бяло поле b3 · бяла пешка на бяло поле d3 · бял офицер на бяло поле f3 · бяла пешка на черно поле g3 · бял кон на бяло поле h3 · бяла пешка на бяло поле c2 · бял офицер на черно поле d2 · бял цар на черно поле h2 · бял топ на черно поле a1 · бял топ на черно поле e1 · бяла дама на бяло поле h1 | черна дама на бяло поле e8 · черен топ на черно поле a7 · черен офицер на черно поле c7 · черен топ на бяло поле d7 · черен кон на бяло поле f7 · черен цар на черно поле g7 · черна пешка на черно поле b6 · черен офицер на бяло поле c6 · черна пешка на бяло поле e6 · черна пешка на бяло поле g6 · черна пешка на черно поле a5 · черна пешка на черно поле c5 · черен кон на бяло поле d5 · бяла пешка на черно поле e5 · черна пешка на бяло поле f5 · черна пешка на бяло поле h5 · бяла пешка на бяло поле a4 · черна пешка на черно поле d4 · бяла пешка на черно поле f4 · бяла пешка на черно поле h4 · бял кон на черно поле a3 · бяла пешка на бяло поле b3 · бяла пешка на бяло поле d3 · бял офицер на бяло поле f3 · бяла пешка на черно поле g3 · бял кон на бяло поле h3 · бяла пешка на бяло поле c2 · бял офицер на черно поле d2 · бял цар на черно поле h2 · бял топ на черно поле a1 · бял топ на черно поле e1 · бяла дама на бяло поле h1 | черна дама на бяло поле e8 · черен топ на черно поле a7 · черен офицер на черно поле c7 · черен топ на бяло поле d7 · черен кон на бяло поле f7 · черен цар на черно поле g7 · черна пешка на черно поле b6 · черен офицер на бяло поле c6 · черна пешка на бяло поле e6 · черна пешка на бяло поле g6 · черна пешка на черно поле a5 · черна пешка на черно поле c5 · черен кон на бяло поле d5 · бяла пешка на черно поле e5 · черна пешка на бяло поле f5 · черна пешка на бяло поле h5 · бяла пешка на бяло поле a4 · черна пешка на черно поле d4 · бяла пешка на черно поле f4 · бяла пешка на черно поле h4 · бял кон на черно поле a3 · бяла пешка на бяло поле b3 · бяла пешка на бяло поле d3 · бял офицер на бяло поле f3 · бяла пешка на черно поле g3 · бял кон на бяло поле h3 · бяла пешка на бяло поле c2 · бял офицер на черно поле d2 · бял цар на черно поле h2 · бял топ на черно поле a1 · бял топ на черно поле e1 · бяла дама на бяло поле h1 | 1 |
|   | a | b | c | d | e | f | g | h |   |

## Формулировки и допълнения
В случай на претенция за равенство в съответствие с т. 9.3.1., ходът, записан от играча, не трябва да бъде вземане или ход на пешка. Играчите не са задължени да изискват прилагането на това правило възможно най-скоро (т.е. когато са изиграни точно 50 хода без взимане и движение на пионките): равенство може да се поиска по всяко време, ако последните 50 хода отговарят на правилото.
Реалните случаи на прилагане на това правило обикновено се отнасят до ендшпила, но играта Андржей Филипович – Петър Смедеревац (Поляница-Здруй, Полша, 1966) завършва с равенство на 70-ия ход по искане на Филипович без нито едно вземане, а последният ход с пешка е направен на 20-ия ход.

### Правило за 75 хода
Ако никой от играчите не изисква равенство според правилото за 50 хода, играта е можела да продължи (теоретично – за неопределено време). Обаче през 2014 г. в правилата на ФИДЕ е въведено правило за 75 хода, което е дефинирано в точка 9.6.2 от Правилника за шахмата на ФИДЕ:
| „ | 9.6 Ако се случи една или и двете от следните ситуации, партията е реми: - 9.6.1. веднага щом същата позиция е възникнала поне пет пъти в съответствие с член 9.2.2, - 9.6.2. веднага щом са направени поне 75 хода от всеки играч, без да се е движила пешка и без да е взета фигура. Ако с последния ход се съчетават двата случая, този има приоритет. | “ |

След 75 последователни хода без вземане и ходове с пешка, играта автоматично се обявява за равенство, освен ако последният ход не е мат. Така безкрайната игра вече е напълно изключена. На практика, ако позицията е равна, играчите ще се съгласят на равенство по-рано, а ако позицията е неравна, правилото работи в полза на по-слабата страна, която най-вероятно ще се опита да го използва.

## История
Известно е, че подобно правило от 70 хода е съществувало и в играта шатрандж, която е предшественик и подобие на шаха. Правилото за 50 хода се среща за първи път в книгата на испанския шахматист Руи Лопес през 1561 г. През XVI-XVII век италианският шахматист и теоретик Пиетро Карера е вярвал, че броят на ходовете според това правило трябва да бъде 24, а през XIX век френският шахматист Луи-Шарл Мае де Лабурдоне – че трябва да бъде увеличен до 60.
През XIX век правилото се прилага в различни версии и само за определени ендшпили. Отброяването на 50 хода е започвало не от последното вземане или движение на пионката, а от момента, в който един от играчите поиска да започне това отброяване. По-нататък след вземането или хода на пешката, отброяването продължава, а не започна отново.
До началото на XX век се счита, че всички партии, които е възможно да бъдат спечелени, могат да бъдат спечелени в рамките на тези 50 хода. Тогава анализите на руския шахматист и теоретик Алексей Троицки върху ендшпилите с 2 коня и с топ и офицер срещу топ показват, че има изключения от това предположение, при които победа се постига в повече от 50 хода. В тази връзка ФИДЕ през 1928 г. установява правило от 50 хода с изключение за ендшпили, за които е доказано, че победа може да бъде постигната в повече от 50 хода. По този начин, за ендшпил „топ и офицер срещу топ“, където максималният брой ходове, необходими за победа, е 66 (всъщност – 59), числото 50 е променено на 132 (66 × 2).
През 1952 г. това правило е ревизирано: броят на ходовете за определени позиции се променя от 50 на 100, при условие, че играчите се съгласят за това веднага след преминаването към съответния ендшпил.
Официалното правило в изданието от 1965 г. е формулирано по следния начин: „Броят ходове може да бъде увеличен за определени позиции, при условие че това увеличение и тези позиции са били ясно дефинирани преди началото на играта.“ В тази връзка през 80-те години са направени промени в правилата, които увеличават броя на разрешените ходове за някои комбинации от фигури (например два коня срещу пешка). С развитието на компютърния анализ на ендшпила обаче са открити и други изключения, така че Международната федерация по шахмат през 1992 г. решава да отмени всички изключения от това правило.
През 1982 г. правилото е конкретизирано. Считано от декември 1984 г., броят на ходовете се увеличава от 50 на 100 за три вида окончания:
- Топ и офицер срещу топ.
- Два коня срещу блокирана пешка (на определени полета).
- Топ и пешка на a2 (бели) срещу офицер по тъмни квадрати и пешка на a3 (черни) и симетрични позиции.

ФИДЕ добавя изключения от правилото през декември 1984 г., което позволява 100 хода за определени разпределения на фигурите, например финал „топ и офицер срещу топ“.
През 1989 г. правилото отново се променя благодарение на анализи, проведени от програмата на Кен Томпсън. Освен това, след протести на много гросмайстори, ФИДЕ намалява максимално допустимия брой ходове на 75. Числото 50 е заменено със 75 (вместо 100), но за шест вида окончания:
- Топ и офицер срещу топ.
- Два коня срещу пешка.
- Дама и пешка на предпоследния ред срещу дама.
- Дама срещу два коня.
- Дама срещу два офицера.
- Два офицера срещу кон.

Ендшпилът „Топ и пешка a2 срещу офицер и пешка a3“ е бил премахнат от списъка, тъй като в официалната практика почти никога не се е случвал.
Междувременно компютърният анализ на крайната игра продължава, в резултат на което се откриват още много ендшпили, които могат да завършат с победа за повече от 50 хода. Вместо да ги систематизира и легализира, през 1992 г. ФИДЕ взима решение за премахване на всички изключения от правилото за 50 хода от 1 януари 1993 г.
През 2008 г. е открита комбинация в 517 хода, която печели специфичен ендшпил с дама и кон срещу топ, офицер и кон. Към 2020 г. рекордът е 549 хода, необходими за мат в позиция с дама и пешка срещу топ, офицер и кон (диаграма 4).
През 2014 г. Международната федерация по кореспондентски шах отменя правилото за 50 хода. Това правило обаче важи, когато се играе класически шах лице в лице.
|   | a | b | c | d | e | f | g | h |   |
| 8 | черен цар на бяло поле f7 · бяла пешка на бяло поле c6 · бял цар на черно поле d6 · черен топ на бяло поле f5 | черен цар на бяло поле f7 · бяла пешка на бяло поле c6 · бял цар на черно поле d6 · черен топ на бяло поле f5 | черен цар на бяло поле f7 · бяла пешка на бяло поле c6 · бял цар на черно поле d6 · черен топ на бяло поле f5 | черен цар на бяло поле f7 · бяла пешка на бяло поле c6 · бял цар на черно поле d6 · черен топ на бяло поле f5 | черен цар на бяло поле f7 · бяла пешка на бяло поле c6 · бял цар на черно поле d6 · черен топ на бяло поле f5 | черен цар на бяло поле f7 · бяла пешка на бяло поле c6 · бял цар на черно поле d6 · черен топ на бяло поле f5 | черен цар на бяло поле f7 · бяла пешка на бяло поле c6 · бял цар на черно поле d6 · черен топ на бяло поле f5 | черен цар на бяло поле f7 · бяла пешка на бяло поле c6 · бял цар на черно поле d6 · черен топ на бяло поле f5 | 8 |
| 7 | черен цар на бяло поле f7 · бяла пешка на бяло поле c6 · бял цар на черно поле d6 · черен топ на бяло поле f5 | черен цар на бяло поле f7 · бяла пешка на бяло поле c6 · бял цар на черно поле d6 · черен топ на бяло поле f5 | черен цар на бяло поле f7 · бяла пешка на бяло поле c6 · бял цар на черно поле d6 · черен топ на бяло поле f5 | черен цар на бяло поле f7 · бяла пешка на бяло поле c6 · бял цар на черно поле d6 · черен топ на бяло поле f5 | черен цар на бяло поле f7 · бяла пешка на бяло поле c6 · бял цар на черно поле d6 · черен топ на бяло поле f5 | черен цар на бяло поле f7 · бяла пешка на бяло поле c6 · бял цар на черно поле d6 · черен топ на бяло поле f5 | черен цар на бяло поле f7 · бяла пешка на бяло поле c6 · бял цар на черно поле d6 · черен топ на бяло поле f5 | черен цар на бяло поле f7 · бяла пешка на бяло поле c6 · бял цар на черно поле d6 · черен топ на бяло поле f5 | 7 |
| 6 | черен цар на бяло поле f7 · бяла пешка на бяло поле c6 · бял цар на черно поле d6 · черен топ на бяло поле f5 | черен цар на бяло поле f7 · бяла пешка на бяло поле c6 · бял цар на черно поле d6 · черен топ на бяло поле f5 | черен цар на бяло поле f7 · бяла пешка на бяло поле c6 · бял цар на черно поле d6 · черен топ на бяло поле f5 | черен цар на бяло поле f7 · бяла пешка на бяло поле c6 · бял цар на черно поле d6 · черен топ на бяло поле f5 | черен цар на бяло поле f7 · бяла пешка на бяло поле c6 · бял цар на черно поле d6 · черен топ на бяло поле f5 | черен цар на бяло поле f7 · бяла пешка на бяло поле c6 · бял цар на черно поле d6 · черен топ на бяло поле f5 | черен цар на бяло поле f7 · бяла пешка на бяло поле c6 · бял цар на черно поле d6 · черен топ на бяло поле f5 | черен цар на бяло поле f7 · бяла пешка на бяло поле c6 · бял цар на черно поле d6 · черен топ на бяло поле f5 | 6 |
| 5 | черен цар на бяло поле f7 · бяла пешка на бяло поле c6 · бял цар на черно поле d6 · черен топ на бяло поле f5 | черен цар на бяло поле f7 · бяла пешка на бяло поле c6 · бял цар на черно поле d6 · черен топ на бяло поле f5 | черен цар на бяло поле f7 · бяла пешка на бяло поле c6 · бял цар на черно поле d6 · черен топ на бяло поле f5 | черен цар на бяло поле f7 · бяла пешка на бяло поле c6 · бял цар на черно поле d6 · черен топ на бяло поле f5 | черен цар на бяло поле f7 · бяла пешка на бяло поле c6 · бял цар на черно поле d6 · черен топ на бяло поле f5 | черен цар на бяло поле f7 · бяла пешка на бяло поле c6 · бял цар на черно поле d6 · черен топ на бяло поле f5 | черен цар на бяло поле f7 · бяла пешка на бяло поле c6 · бял цар на черно поле d6 · черен топ на бяло поле f5 | черен цар на бяло поле f7 · бяла пешка на бяло поле c6 · бял цар на черно поле d6 · черен топ на бяло поле f5 | 5 |
| 4 | черен цар на бяло поле f7 · бяла пешка на бяло поле c6 · бял цар на черно поле d6 · черен топ на бяло поле f5 | черен цар на бяло поле f7 · бяла пешка на бяло поле c6 · бял цар на черно поле d6 · черен топ на бяло поле f5 | черен цар на бяло поле f7 · бяла пешка на бяло поле c6 · бял цар на черно поле d6 · черен топ на бяло поле f5 | черен цар на бяло поле f7 · бяла пешка на бяло поле c6 · бял цар на черно поле d6 · черен топ на бяло поле f5 | черен цар на бяло поле f7 · бяла пешка на бяло поле c6 · бял цар на черно поле d6 · черен топ на бяло поле f5 | черен цар на бяло поле f7 · бяла пешка на бяло поле c6 · бял цар на черно поле d6 · черен топ на бяло поле f5 | черен цар на бяло поле f7 · бяла пешка на бяло поле c6 · бял цар на черно поле d6 · черен топ на бяло поле f5 | черен цар на бяло поле f7 · бяла пешка на бяло поле c6 · бял цар на черно поле d6 · черен топ на бяло поле f5 | 4 |
| 3 | черен цар на бяло поле f7 · бяла пешка на бяло поле c6 · бял цар на черно поле d6 · черен топ на бяло поле f5 | черен цар на бяло поле f7 · бяла пешка на бяло поле c6 · бял цар на черно поле d6 · черен топ на бяло поле f5 | черен цар на бяло поле f7 · бяла пешка на бяло поле c6 · бял цар на черно поле d6 · черен топ на бяло поле f5 | черен цар на бяло поле f7 · бяла пешка на бяло поле c6 · бял цар на черно поле d6 · черен топ на бяло поле f5 | черен цар на бяло поле f7 · бяла пешка на бяло поле c6 · бял цар на черно поле d6 · черен топ на бяло поле f5 | черен цар на бяло поле f7 · бяла пешка на бяло поле c6 · бял цар на черно поле d6 · черен топ на бяло поле f5 | черен цар на бяло поле f7 · бяла пешка на бяло поле c6 · бял цар на черно поле d6 · черен топ на бяло поле f5 | черен цар на бяло поле f7 · бяла пешка на бяло поле c6 · бял цар на черно поле d6 · черен топ на бяло поле f5 | 3 |
| 2 | черен цар на бяло поле f7 · бяла пешка на бяло поле c6 · бял цар на черно поле d6 · черен топ на бяло поле f5 | черен цар на бяло поле f7 · бяла пешка на бяло поле c6 · бял цар на черно поле d6 · черен топ на бяло поле f5 | черен цар на бяло поле f7 · бяла пешка на бяло поле c6 · бял цар на черно поле d6 · черен топ на бяло поле f5 | черен цар на бяло поле f7 · бяла пешка на бяло поле c6 · бял цар на черно поле d6 · черен топ на бяло поле f5 | черен цар на бяло поле f7 · бяла пешка на бяло поле c6 · бял цар на черно поле d6 · черен топ на бяло поле f5 | черен цар на бяло поле f7 · бяла пешка на бяло поле c6 · бял цар на черно поле d6 · черен топ на бяло поле f5 | черен цар на бяло поле f7 · бяла пешка на бяло поле c6 · бял цар на черно поле d6 · черен топ на бяло поле f5 | черен цар на бяло поле f7 · бяла пешка на бяло поле c6 · бял цар на черно поле d6 · черен топ на бяло поле f5 | 2 |
| 1 | черен цар на бяло поле f7 · бяла пешка на бяло поле c6 · бял цар на черно поле d6 · черен топ на бяло поле f5 | черен цар на бяло поле f7 · бяла пешка на бяло поле c6 · бял цар на черно поле d6 · черен топ на бяло поле f5 | черен цар на бяло поле f7 · бяла пешка на бяло поле c6 · бял цар на черно поле d6 · черен топ на бяло поле f5 | черен цар на бяло поле f7 · бяла пешка на бяло поле c6 · бял цар на черно поле d6 · черен топ на бяло поле f5 | черен цар на бяло поле f7 · бяла пешка на бяло поле c6 · бял цар на черно поле d6 · черен топ на бяло поле f5 | черен цар на бяло поле f7 · бяла пешка на бяло поле c6 · бял цар на черно поле d6 · черен топ на бяло поле f5 | черен цар на бяло поле f7 · бяла пешка на бяло поле c6 · бял цар на черно поле d6 · черен топ на бяло поле f5 | черен цар на бяло поле f7 · бяла пешка на бяло поле c6 · бял цар на черно поле d6 · черен топ на бяло поле f5 | 1 |
|   | a | b | c | d | e | f | g | h |   |

|   | a | b | c | d | e | f | g | h |   |
| 8 | черна пешка на черно поле b4 · бяла пешка на бяло поле e4 · бяла пешка на черно поле e3 · черен цар на черно поле b2 · бял цар на бяло поле d1 | черна пешка на черно поле b4 · бяла пешка на бяло поле e4 · бяла пешка на черно поле e3 · черен цар на черно поле b2 · бял цар на бяло поле d1 | черна пешка на черно поле b4 · бяла пешка на бяло поле e4 · бяла пешка на черно поле e3 · черен цар на черно поле b2 · бял цар на бяло поле d1 | черна пешка на черно поле b4 · бяла пешка на бяло поле e4 · бяла пешка на черно поле e3 · черен цар на черно поле b2 · бял цар на бяло поле d1 | черна пешка на черно поле b4 · бяла пешка на бяло поле e4 · бяла пешка на черно поле e3 · черен цар на черно поле b2 · бял цар на бяло поле d1 | черна пешка на черно поле b4 · бяла пешка на бяло поле e4 · бяла пешка на черно поле e3 · черен цар на черно поле b2 · бял цар на бяло поле d1 | черна пешка на черно поле b4 · бяла пешка на бяло поле e4 · бяла пешка на черно поле e3 · черен цар на черно поле b2 · бял цар на бяло поле d1 | черна пешка на черно поле b4 · бяла пешка на бяло поле e4 · бяла пешка на черно поле e3 · черен цар на черно поле b2 · бял цар на бяло поле d1 | 8 |
| 7 | черна пешка на черно поле b4 · бяла пешка на бяло поле e4 · бяла пешка на черно поле e3 · черен цар на черно поле b2 · бял цар на бяло поле d1 | черна пешка на черно поле b4 · бяла пешка на бяло поле e4 · бяла пешка на черно поле e3 · черен цар на черно поле b2 · бял цар на бяло поле d1 | черна пешка на черно поле b4 · бяла пешка на бяло поле e4 · бяла пешка на черно поле e3 · черен цар на черно поле b2 · бял цар на бяло поле d1 | черна пешка на черно поле b4 · бяла пешка на бяло поле e4 · бяла пешка на черно поле e3 · черен цар на черно поле b2 · бял цар на бяло поле d1 | черна пешка на черно поле b4 · бяла пешка на бяло поле e4 · бяла пешка на черно поле e3 · черен цар на черно поле b2 · бял цар на бяло поле d1 | черна пешка на черно поле b4 · бяла пешка на бяло поле e4 · бяла пешка на черно поле e3 · черен цар на черно поле b2 · бял цар на бяло поле d1 | черна пешка на черно поле b4 · бяла пешка на бяло поле e4 · бяла пешка на черно поле e3 · черен цар на черно поле b2 · бял цар на бяло поле d1 | черна пешка на черно поле b4 · бяла пешка на бяло поле e4 · бяла пешка на черно поле e3 · черен цар на черно поле b2 · бял цар на бяло поле d1 | 7 |
| 6 | черна пешка на черно поле b4 · бяла пешка на бяло поле e4 · бяла пешка на черно поле e3 · черен цар на черно поле b2 · бял цар на бяло поле d1 | черна пешка на черно поле b4 · бяла пешка на бяло поле e4 · бяла пешка на черно поле e3 · черен цар на черно поле b2 · бял цар на бяло поле d1 | черна пешка на черно поле b4 · бяла пешка на бяло поле e4 · бяла пешка на черно поле e3 · черен цар на черно поле b2 · бял цар на бяло поле d1 | черна пешка на черно поле b4 · бяла пешка на бяло поле e4 · бяла пешка на черно поле e3 · черен цар на черно поле b2 · бял цар на бяло поле d1 | черна пешка на черно поле b4 · бяла пешка на бяло поле e4 · бяла пешка на черно поле e3 · черен цар на черно поле b2 · бял цар на бяло поле d1 | черна пешка на черно поле b4 · бяла пешка на бяло поле e4 · бяла пешка на черно поле e3 · черен цар на черно поле b2 · бял цар на бяло поле d1 | черна пешка на черно поле b4 · бяла пешка на бяло поле e4 · бяла пешка на черно поле e3 · черен цар на черно поле b2 · бял цар на бяло поле d1 | черна пешка на черно поле b4 · бяла пешка на бяло поле e4 · бяла пешка на черно поле e3 · черен цар на черно поле b2 · бял цар на бяло поле d1 | 6 |
| 5 | черна пешка на черно поле b4 · бяла пешка на бяло поле e4 · бяла пешка на черно поле e3 · черен цар на черно поле b2 · бял цар на бяло поле d1 | черна пешка на черно поле b4 · бяла пешка на бяло поле e4 · бяла пешка на черно поле e3 · черен цар на черно поле b2 · бял цар на бяло поле d1 | черна пешка на черно поле b4 · бяла пешка на бяло поле e4 · бяла пешка на черно поле e3 · черен цар на черно поле b2 · бял цар на бяло поле d1 | черна пешка на черно поле b4 · бяла пешка на бяло поле e4 · бяла пешка на черно поле e3 · черен цар на черно поле b2 · бял цар на бяло поле d1 | черна пешка на черно поле b4 · бяла пешка на бяло поле e4 · бяла пешка на черно поле e3 · черен цар на черно поле b2 · бял цар на бяло поле d1 | черна пешка на черно поле b4 · бяла пешка на бяло поле e4 · бяла пешка на черно поле e3 · черен цар на черно поле b2 · бял цар на бяло поле d1 | черна пешка на черно поле b4 · бяла пешка на бяло поле e4 · бяла пешка на черно поле e3 · черен цар на черно поле b2 · бял цар на бяло поле d1 | черна пешка на черно поле b4 · бяла пешка на бяло поле e4 · бяла пешка на черно поле e3 · черен цар на черно поле b2 · бял цар на бяло поле d1 | 5 |
| 4 | черна пешка на черно поле b4 · бяла пешка на бяло поле e4 · бяла пешка на черно поле e3 · черен цар на черно поле b2 · бял цар на бяло поле d1 | черна пешка на черно поле b4 · бяла пешка на бяло поле e4 · бяла пешка на черно поле e3 · черен цар на черно поле b2 · бял цар на бяло поле d1 | черна пешка на черно поле b4 · бяла пешка на бяло поле e4 · бяла пешка на черно поле e3 · черен цар на черно поле b2 · бял цар на бяло поле d1 | черна пешка на черно поле b4 · бяла пешка на бяло поле e4 · бяла пешка на черно поле e3 · черен цар на черно поле b2 · бял цар на бяло поле d1 | черна пешка на черно поле b4 · бяла пешка на бяло поле e4 · бяла пешка на черно поле e3 · черен цар на черно поле b2 · бял цар на бяло поле d1 | черна пешка на черно поле b4 · бяла пешка на бяло поле e4 · бяла пешка на черно поле e3 · черен цар на черно поле b2 · бял цар на бяло поле d1 | черна пешка на черно поле b4 · бяла пешка на бяло поле e4 · бяла пешка на черно поле e3 · черен цар на черно поле b2 · бял цар на бяло поле d1 | черна пешка на черно поле b4 · бяла пешка на бяло поле e4 · бяла пешка на черно поле e3 · черен цар на черно поле b2 · бял цар на бяло поле d1 | 4 |
| 3 | черна пешка на черно поле b4 · бяла пешка на бяло поле e4 · бяла пешка на черно поле e3 · черен цар на черно поле b2 · бял цар на бяло поле d1 | черна пешка на черно поле b4 · бяла пешка на бяло поле e4 · бяла пешка на черно поле e3 · черен цар на черно поле b2 · бял цар на бяло поле d1 | черна пешка на черно поле b4 · бяла пешка на бяло поле e4 · бяла пешка на черно поле e3 · черен цар на черно поле b2 · бял цар на бяло поле d1 | черна пешка на черно поле b4 · бяла пешка на бяло поле e4 · бяла пешка на черно поле e3 · черен цар на черно поле b2 · бял цар на бяло поле d1 | черна пешка на черно поле b4 · бяла пешка на бяло поле e4 · бяла пешка на черно поле e3 · черен цар на черно поле b2 · бял цар на бяло поле d1 | черна пешка на черно поле b4 · бяла пешка на бяло поле e4 · бяла пешка на черно поле e3 · черен цар на черно поле b2 · бял цар на бяло поле d1 | черна пешка на черно поле b4 · бяла пешка на бяло поле e4 · бяла пешка на черно поле e3 · черен цар на черно поле b2 · бял цар на бяло поле d1 | черна пешка на черно поле b4 · бяла пешка на бяло поле e4 · бяла пешка на черно поле e3 · черен цар на черно поле b2 · бял цар на бяло поле d1 | 3 |
| 2 | черна пешка на черно поле b4 · бяла пешка на бяло поле e4 · бяла пешка на черно поле e3 · черен цар на черно поле b2 · бял цар на бяло поле d1 | черна пешка на черно поле b4 · бяла пешка на бяло поле e4 · бяла пешка на черно поле e3 · черен цар на черно поле b2 · бял цар на бяло поле d1 | черна пешка на черно поле b4 · бяла пешка на бяло поле e4 · бяла пешка на черно поле e3 · черен цар на черно поле b2 · бял цар на бяло поле d1 | черна пешка на черно поле b4 · бяла пешка на бяло поле e4 · бяла пешка на черно поле e3 · черен цар на черно поле b2 · бял цар на бяло поле d1 | черна пешка на черно поле b4 · бяла пешка на бяло поле e4 · бяла пешка на черно поле e3 · черен цар на черно поле b2 · бял цар на бяло поле d1 | черна пешка на черно поле b4 · бяла пешка на бяло поле e4 · бяла пешка на черно поле e3 · черен цар на черно поле b2 · бял цар на бяло поле d1 | черна пешка на черно поле b4 · бяла пешка на бяло поле e4 · бяла пешка на черно поле e3 · черен цар на черно поле b2 · бял цар на бяло поле d1 | черна пешка на черно поле b4 · бяла пешка на бяло поле e4 · бяла пешка на черно поле e3 · черен цар на черно поле b2 · бял цар на бяло поле d1 | 2 |
| 1 | черна пешка на черно поле b4 · бяла пешка на бяло поле e4 · бяла пешка на черно поле e3 · черен цар на черно поле b2 · бял цар на бяло поле d1 | черна пешка на черно поле b4 · бяла пешка на бяло поле e4 · бяла пешка на черно поле e3 · черен цар на черно поле b2 · бял цар на бяло поле d1 | черна пешка на черно поле b4 · бяла пешка на бяло поле e4 · бяла пешка на черно поле e3 · черен цар на черно поле b2 · бял цар на бяло поле d1 | черна пешка на черно поле b4 · бяла пешка на бяло поле e4 · бяла пешка на черно поле e3 · черен цар на черно поле b2 · бял цар на бяло поле d1 | черна пешка на черно поле b4 · бяла пешка на бяло поле e4 · бяла пешка на черно поле e3 · черен цар на черно поле b2 · бял цар на бяло поле d1 | черна пешка на черно поле b4 · бяла пешка на бяло поле e4 · бяла пешка на черно поле e3 · черен цар на черно поле b2 · бял цар на бяло поле d1 | черна пешка на черно поле b4 · бяла пешка на бяло поле e4 · бяла пешка на черно поле e3 · черен цар на черно поле b2 · бял цар на бяло поле d1 | черна пешка на черно поле b4 · бяла пешка на бяло поле e4 · бяла пешка на черно поле e3 · черен цар на черно поле b2 · бял цар на бяло поле d1 | 1 |
|   | a | b | c | d | e | f | g | h |   |

|   | a | b | c | d | e | f | g | h |   |
| 8 | черен цар на бяло поле g8 · черен кон на бяло поле f7 · бяла пешка на бяло поле d5 · черен кон на бяло поле f3 · бял топ на черно поле b2 · бял цар на бяло поле c2 · бял кон на бяло поле b1 | черен цар на бяло поле g8 · черен кон на бяло поле f7 · бяла пешка на бяло поле d5 · черен кон на бяло поле f3 · бял топ на черно поле b2 · бял цар на бяло поле c2 · бял кон на бяло поле b1 | черен цар на бяло поле g8 · черен кон на бяло поле f7 · бяла пешка на бяло поле d5 · черен кон на бяло поле f3 · бял топ на черно поле b2 · бял цар на бяло поле c2 · бял кон на бяло поле b1 | черен цар на бяло поле g8 · черен кон на бяло поле f7 · бяла пешка на бяло поле d5 · черен кон на бяло поле f3 · бял топ на черно поле b2 · бял цар на бяло поле c2 · бял кон на бяло поле b1 | черен цар на бяло поле g8 · черен кон на бяло поле f7 · бяла пешка на бяло поле d5 · черен кон на бяло поле f3 · бял топ на черно поле b2 · бял цар на бяло поле c2 · бял кон на бяло поле b1 | черен цар на бяло поле g8 · черен кон на бяло поле f7 · бяла пешка на бяло поле d5 · черен кон на бяло поле f3 · бял топ на черно поле b2 · бял цар на бяло поле c2 · бял кон на бяло поле b1 | черен цар на бяло поле g8 · черен кон на бяло поле f7 · бяла пешка на бяло поле d5 · черен кон на бяло поле f3 · бял топ на черно поле b2 · бял цар на бяло поле c2 · бял кон на бяло поле b1 | черен цар на бяло поле g8 · черен кон на бяло поле f7 · бяла пешка на бяло поле d5 · черен кон на бяло поле f3 · бял топ на черно поле b2 · бял цар на бяло поле c2 · бял кон на бяло поле b1 | 8 |
| 7 | черен цар на бяло поле g8 · черен кон на бяло поле f7 · бяла пешка на бяло поле d5 · черен кон на бяло поле f3 · бял топ на черно поле b2 · бял цар на бяло поле c2 · бял кон на бяло поле b1 | черен цар на бяло поле g8 · черен кон на бяло поле f7 · бяла пешка на бяло поле d5 · черен кон на бяло поле f3 · бял топ на черно поле b2 · бял цар на бяло поле c2 · бял кон на бяло поле b1 | черен цар на бяло поле g8 · черен кон на бяло поле f7 · бяла пешка на бяло поле d5 · черен кон на бяло поле f3 · бял топ на черно поле b2 · бял цар на бяло поле c2 · бял кон на бяло поле b1 | черен цар на бяло поле g8 · черен кон на бяло поле f7 · бяла пешка на бяло поле d5 · черен кон на бяло поле f3 · бял топ на черно поле b2 · бял цар на бяло поле c2 · бял кон на бяло поле b1 | черен цар на бяло поле g8 · черен кон на бяло поле f7 · бяла пешка на бяло поле d5 · черен кон на бяло поле f3 · бял топ на черно поле b2 · бял цар на бяло поле c2 · бял кон на бяло поле b1 | черен цар на бяло поле g8 · черен кон на бяло поле f7 · бяла пешка на бяло поле d5 · черен кон на бяло поле f3 · бял топ на черно поле b2 · бял цар на бяло поле c2 · бял кон на бяло поле b1 | черен цар на бяло поле g8 · черен кон на бяло поле f7 · бяла пешка на бяло поле d5 · черен кон на бяло поле f3 · бял топ на черно поле b2 · бял цар на бяло поле c2 · бял кон на бяло поле b1 | черен цар на бяло поле g8 · черен кон на бяло поле f7 · бяла пешка на бяло поле d5 · черен кон на бяло поле f3 · бял топ на черно поле b2 · бял цар на бяло поле c2 · бял кон на бяло поле b1 | 7 |
| 6 | черен цар на бяло поле g8 · черен кон на бяло поле f7 · бяла пешка на бяло поле d5 · черен кон на бяло поле f3 · бял топ на черно поле b2 · бял цар на бяло поле c2 · бял кон на бяло поле b1 | черен цар на бяло поле g8 · черен кон на бяло поле f7 · бяла пешка на бяло поле d5 · черен кон на бяло поле f3 · бял топ на черно поле b2 · бял цар на бяло поле c2 · бял кон на бяло поле b1 | черен цар на бяло поле g8 · черен кон на бяло поле f7 · бяла пешка на бяло поле d5 · черен кон на бяло поле f3 · бял топ на черно поле b2 · бял цар на бяло поле c2 · бял кон на бяло поле b1 | черен цар на бяло поле g8 · черен кон на бяло поле f7 · бяла пешка на бяло поле d5 · черен кон на бяло поле f3 · бял топ на черно поле b2 · бял цар на бяло поле c2 · бял кон на бяло поле b1 | черен цар на бяло поле g8 · черен кон на бяло поле f7 · бяла пешка на бяло поле d5 · черен кон на бяло поле f3 · бял топ на черно поле b2 · бял цар на бяло поле c2 · бял кон на бяло поле b1 | черен цар на бяло поле g8 · черен кон на бяло поле f7 · бяла пешка на бяло поле d5 · черен кон на бяло поле f3 · бял топ на черно поле b2 · бял цар на бяло поле c2 · бял кон на бяло поле b1 | черен цар на бяло поле g8 · черен кон на бяло поле f7 · бяла пешка на бяло поле d5 · черен кон на бяло поле f3 · бял топ на черно поле b2 · бял цар на бяло поле c2 · бял кон на бяло поле b1 | черен цар на бяло поле g8 · черен кон на бяло поле f7 · бяла пешка на бяло поле d5 · черен кон на бяло поле f3 · бял топ на черно поле b2 · бял цар на бяло поле c2 · бял кон на бяло поле b1 | 6 |
| 5 | черен цар на бяло поле g8 · черен кон на бяло поле f7 · бяла пешка на бяло поле d5 · черен кон на бяло поле f3 · бял топ на черно поле b2 · бял цар на бяло поле c2 · бял кон на бяло поле b1 | черен цар на бяло поле g8 · черен кон на бяло поле f7 · бяла пешка на бяло поле d5 · черен кон на бяло поле f3 · бял топ на черно поле b2 · бял цар на бяло поле c2 · бял кон на бяло поле b1 | черен цар на бяло поле g8 · черен кон на бяло поле f7 · бяла пешка на бяло поле d5 · черен кон на бяло поле f3 · бял топ на черно поле b2 · бял цар на бяло поле c2 · бял кон на бяло поле b1 | черен цар на бяло поле g8 · черен кон на бяло поле f7 · бяла пешка на бяло поле d5 · черен кон на бяло поле f3 · бял топ на черно поле b2 · бял цар на бяло поле c2 · бял кон на бяло поле b1 | черен цар на бяло поле g8 · черен кон на бяло поле f7 · бяла пешка на бяло поле d5 · черен кон на бяло поле f3 · бял топ на черно поле b2 · бял цар на бяло поле c2 · бял кон на бяло поле b1 | черен цар на бяло поле g8 · черен кон на бяло поле f7 · бяла пешка на бяло поле d5 · черен кон на бяло поле f3 · бял топ на черно поле b2 · бял цар на бяло поле c2 · бял кон на бяло поле b1 | черен цар на бяло поле g8 · черен кон на бяло поле f7 · бяла пешка на бяло поле d5 · черен кон на бяло поле f3 · бял топ на черно поле b2 · бял цар на бяло поле c2 · бял кон на бяло поле b1 | черен цар на бяло поле g8 · черен кон на бяло поле f7 · бяла пешка на бяло поле d5 · черен кон на бяло поле f3 · бял топ на черно поле b2 · бял цар на бяло поле c2 · бял кон на бяло поле b1 | 5 |
| 4 | черен цар на бяло поле g8 · черен кон на бяло поле f7 · бяла пешка на бяло поле d5 · черен кон на бяло поле f3 · бял топ на черно поле b2 · бял цар на бяло поле c2 · бял кон на бяло поле b1 | черен цар на бяло поле g8 · черен кон на бяло поле f7 · бяла пешка на бяло поле d5 · черен кон на бяло поле f3 · бял топ на черно поле b2 · бял цар на бяло поле c2 · бял кон на бяло поле b1 | черен цар на бяло поле g8 · черен кон на бяло поле f7 · бяла пешка на бяло поле d5 · черен кон на бяло поле f3 · бял топ на черно поле b2 · бял цар на бяло поле c2 · бял кон на бяло поле b1 | черен цар на бяло поле g8 · черен кон на бяло поле f7 · бяла пешка на бяло поле d5 · черен кон на бяло поле f3 · бял топ на черно поле b2 · бял цар на бяло поле c2 · бял кон на бяло поле b1 | черен цар на бяло поле g8 · черен кон на бяло поле f7 · бяла пешка на бяло поле d5 · черен кон на бяло поле f3 · бял топ на черно поле b2 · бял цар на бяло поле c2 · бял кон на бяло поле b1 | черен цар на бяло поле g8 · черен кон на бяло поле f7 · бяла пешка на бяло поле d5 · черен кон на бяло поле f3 · бял топ на черно поле b2 · бял цар на бяло поле c2 · бял кон на бяло поле b1 | черен цар на бяло поле g8 · черен кон на бяло поле f7 · бяла пешка на бяло поле d5 · черен кон на бяло поле f3 · бял топ на черно поле b2 · бял цар на бяло поле c2 · бял кон на бяло поле b1 | черен цар на бяло поле g8 · черен кон на бяло поле f7 · бяла пешка на бяло поле d5 · черен кон на бяло поле f3 · бял топ на черно поле b2 · бял цар на бяло поле c2 · бял кон на бяло поле b1 | 4 |
| 3 | черен цар на бяло поле g8 · черен кон на бяло поле f7 · бяла пешка на бяло поле d5 · черен кон на бяло поле f3 · бял топ на черно поле b2 · бял цар на бяло поле c2 · бял кон на бяло поле b1 | черен цар на бяло поле g8 · черен кон на бяло поле f7 · бяла пешка на бяло поле d5 · черен кон на бяло поле f3 · бял топ на черно поле b2 · бял цар на бяло поле c2 · бял кон на бяло поле b1 | черен цар на бяло поле g8 · черен кон на бяло поле f7 · бяла пешка на бяло поле d5 · черен кон на бяло поле f3 · бял топ на черно поле b2 · бял цар на бяло поле c2 · бял кон на бяло поле b1 | черен цар на бяло поле g8 · черен кон на бяло поле f7 · бяла пешка на бяло поле d5 · черен кон на бяло поле f3 · бял топ на черно поле b2 · бял цар на бяло поле c2 · бял кон на бяло поле b1 | черен цар на бяло поле g8 · черен кон на бяло поле f7 · бяла пешка на бяло поле d5 · черен кон на бяло поле f3 · бял топ на черно поле b2 · бял цар на бяло поле c2 · бял кон на бяло поле b1 | черен цар на бяло поле g8 · черен кон на бяло поле f7 · бяла пешка на бяло поле d5 · черен кон на бяло поле f3 · бял топ на черно поле b2 · бял цар на бяло поле c2 · бял кон на бяло поле b1 | черен цар на бяло поле g8 · черен кон на бяло поле f7 · бяла пешка на бяло поле d5 · черен кон на бяло поле f3 · бял топ на черно поле b2 · бял цар на бяло поле c2 · бял кон на бяло поле b1 | черен цар на бяло поле g8 · черен кон на бяло поле f7 · бяла пешка на бяло поле d5 · черен кон на бяло поле f3 · бял топ на черно поле b2 · бял цар на бяло поле c2 · бял кон на бяло поле b1 | 3 |
| 2 | черен цар на бяло поле g8 · черен кон на бяло поле f7 · бяла пешка на бяло поле d5 · черен кон на бяло поле f3 · бял топ на черно поле b2 · бял цар на бяло поле c2 · бял кон на бяло поле b1 | черен цар на бяло поле g8 · черен кон на бяло поле f7 · бяла пешка на бяло поле d5 · черен кон на бяло поле f3 · бял топ на черно поле b2 · бял цар на бяло поле c2 · бял кон на бяло поле b1 | черен цар на бяло поле g8 · черен кон на бяло поле f7 · бяла пешка на бяло поле d5 · черен кон на бяло поле f3 · бял топ на черно поле b2 · бял цар на бяло поле c2 · бял кон на бяло поле b1 | черен цар на бяло поле g8 · черен кон на бяло поле f7 · бяла пешка на бяло поле d5 · черен кон на бяло поле f3 · бял топ на черно поле b2 · бял цар на бяло поле c2 · бял кон на бяло поле b1 | черен цар на бяло поле g8 · черен кон на бяло поле f7 · бяла пешка на бяло поле d5 · черен кон на бяло поле f3 · бял топ на черно поле b2 · бял цар на бяло поле c2 · бял кон на бяло поле b1 | черен цар на бяло поле g8 · черен кон на бяло поле f7 · бяла пешка на бяло поле d5 · черен кон на бяло поле f3 · бял топ на черно поле b2 · бял цар на бяло поле c2 · бял кон на бяло поле b1 | черен цар на бяло поле g8 · черен кон на бяло поле f7 · бяла пешка на бяло поле d5 · черен кон на бяло поле f3 · бял топ на черно поле b2 · бял цар на бяло поле c2 · бял кон на бяло поле b1 | черен цар на бяло поле g8 · черен кон на бяло поле f7 · бяла пешка на бяло поле d5 · черен кон на бяло поле f3 · бял топ на черно поле b2 · бял цар на бяло поле c2 · бял кон на бяло поле b1 | 2 |
| 1 | черен цар на бяло поле g8 · черен кон на бяло поле f7 · бяла пешка на бяло поле d5 · черен кон на бяло поле f3 · бял топ на черно поле b2 · бял цар на бяло поле c2 · бял кон на бяло поле b1 | черен цар на бяло поле g8 · черен кон на бяло поле f7 · бяла пешка на бяло поле d5 · черен кон на бяло поле f3 · бял топ на черно поле b2 · бял цар на бяло поле c2 · бял кон на бяло поле b1 | черен цар на бяло поле g8 · черен кон на бяло поле f7 · бяла пешка на бяло поле d5 · черен кон на бяло поле f3 · бял топ на черно поле b2 · бял цар на бяло поле c2 · бял кон на бяло поле b1 | черен цар на бяло поле g8 · черен кон на бяло поле f7 · бяла пешка на бяло поле d5 · черен кон на бяло поле f3 · бял топ на черно поле b2 · бял цар на бяло поле c2 · бял кон на бяло поле b1 | черен цар на бяло поле g8 · черен кон на бяло поле f7 · бяла пешка на бяло поле d5 · черен кон на бяло поле f3 · бял топ на черно поле b2 · бял цар на бяло поле c2 · бял кон на бяло поле b1 | черен цар на бяло поле g8 · черен кон на бяло поле f7 · бяла пешка на бяло поле d5 · черен кон на бяло поле f3 · бял топ на черно поле b2 · бял цар на бяло поле c2 · бял кон на бяло поле b1 | черен цар на бяло поле g8 · черен кон на бяло поле f7 · бяла пешка на бяло поле d5 · черен кон на бяло поле f3 · бял топ на черно поле b2 · бял цар на бяло поле c2 · бял кон на бяло поле b1 | черен цар на бяло поле g8 · черен кон на бяло поле f7 · бяла пешка на бяло поле d5 · черен кон на бяло поле f3 · бял топ на черно поле b2 · бял цар на бяло поле c2 · бял кон на бяло поле b1 | 1 |
|   | a | b | c | d | e | f | g | h |   |

|   | a | b | c | d | e | f | g | h |   |
| 8 | черен кон на черно поле b8 · черен цар на черно поле d8 · бяла дама на черно поле g7 · бял цар на черно поле f6 · бяла пешка на бяло поле g6 · черен офицер на черно поле h4 · черен топ на бяло поле b3 | черен кон на черно поле b8 · черен цар на черно поле d8 · бяла дама на черно поле g7 · бял цар на черно поле f6 · бяла пешка на бяло поле g6 · черен офицер на черно поле h4 · черен топ на бяло поле b3 | черен кон на черно поле b8 · черен цар на черно поле d8 · бяла дама на черно поле g7 · бял цар на черно поле f6 · бяла пешка на бяло поле g6 · черен офицер на черно поле h4 · черен топ на бяло поле b3 | черен кон на черно поле b8 · черен цар на черно поле d8 · бяла дама на черно поле g7 · бял цар на черно поле f6 · бяла пешка на бяло поле g6 · черен офицер на черно поле h4 · черен топ на бяло поле b3 | черен кон на черно поле b8 · черен цар на черно поле d8 · бяла дама на черно поле g7 · бял цар на черно поле f6 · бяла пешка на бяло поле g6 · черен офицер на черно поле h4 · черен топ на бяло поле b3 | черен кон на черно поле b8 · черен цар на черно поле d8 · бяла дама на черно поле g7 · бял цар на черно поле f6 · бяла пешка на бяло поле g6 · черен офицер на черно поле h4 · черен топ на бяло поле b3 | черен кон на черно поле b8 · черен цар на черно поле d8 · бяла дама на черно поле g7 · бял цар на черно поле f6 · бяла пешка на бяло поле g6 · черен офицер на черно поле h4 · черен топ на бяло поле b3 | черен кон на черно поле b8 · черен цар на черно поле d8 · бяла дама на черно поле g7 · бял цар на черно поле f6 · бяла пешка на бяло поле g6 · черен офицер на черно поле h4 · черен топ на бяло поле b3 | 8 |
| 7 | черен кон на черно поле b8 · черен цар на черно поле d8 · бяла дама на черно поле g7 · бял цар на черно поле f6 · бяла пешка на бяло поле g6 · черен офицер на черно поле h4 · черен топ на бяло поле b3 | черен кон на черно поле b8 · черен цар на черно поле d8 · бяла дама на черно поле g7 · бял цар на черно поле f6 · бяла пешка на бяло поле g6 · черен офицер на черно поле h4 · черен топ на бяло поле b3 | черен кон на черно поле b8 · черен цар на черно поле d8 · бяла дама на черно поле g7 · бял цар на черно поле f6 · бяла пешка на бяло поле g6 · черен офицер на черно поле h4 · черен топ на бяло поле b3 | черен кон на черно поле b8 · черен цар на черно поле d8 · бяла дама на черно поле g7 · бял цар на черно поле f6 · бяла пешка на бяло поле g6 · черен офицер на черно поле h4 · черен топ на бяло поле b3 | черен кон на черно поле b8 · черен цар на черно поле d8 · бяла дама на черно поле g7 · бял цар на черно поле f6 · бяла пешка на бяло поле g6 · черен офицер на черно поле h4 · черен топ на бяло поле b3 | черен кон на черно поле b8 · черен цар на черно поле d8 · бяла дама на черно поле g7 · бял цар на черно поле f6 · бяла пешка на бяло поле g6 · черен офицер на черно поле h4 · черен топ на бяло поле b3 | черен кон на черно поле b8 · черен цар на черно поле d8 · бяла дама на черно поле g7 · бял цар на черно поле f6 · бяла пешка на бяло поле g6 · черен офицер на черно поле h4 · черен топ на бяло поле b3 | черен кон на черно поле b8 · черен цар на черно поле d8 · бяла дама на черно поле g7 · бял цар на черно поле f6 · бяла пешка на бяло поле g6 · черен офицер на черно поле h4 · черен топ на бяло поле b3 | 7 |
| 6 | черен кон на черно поле b8 · черен цар на черно поле d8 · бяла дама на черно поле g7 · бял цар на черно поле f6 · бяла пешка на бяло поле g6 · черен офицер на черно поле h4 · черен топ на бяло поле b3 | черен кон на черно поле b8 · черен цар на черно поле d8 · бяла дама на черно поле g7 · бял цар на черно поле f6 · бяла пешка на бяло поле g6 · черен офицер на черно поле h4 · черен топ на бяло поле b3 | черен кон на черно поле b8 · черен цар на черно поле d8 · бяла дама на черно поле g7 · бял цар на черно поле f6 · бяла пешка на бяло поле g6 · черен офицер на черно поле h4 · черен топ на бяло поле b3 | черен кон на черно поле b8 · черен цар на черно поле d8 · бяла дама на черно поле g7 · бял цар на черно поле f6 · бяла пешка на бяло поле g6 · черен офицер на черно поле h4 · черен топ на бяло поле b3 | черен кон на черно поле b8 · черен цар на черно поле d8 · бяла дама на черно поле g7 · бял цар на черно поле f6 · бяла пешка на бяло поле g6 · черен офицер на черно поле h4 · черен топ на бяло поле b3 | черен кон на черно поле b8 · черен цар на черно поле d8 · бяла дама на черно поле g7 · бял цар на черно поле f6 · бяла пешка на бяло поле g6 · черен офицер на черно поле h4 · черен топ на бяло поле b3 | черен кон на черно поле b8 · черен цар на черно поле d8 · бяла дама на черно поле g7 · бял цар на черно поле f6 · бяла пешка на бяло поле g6 · черен офицер на черно поле h4 · черен топ на бяло поле b3 | черен кон на черно поле b8 · черен цар на черно поле d8 · бяла дама на черно поле g7 · бял цар на черно поле f6 · бяла пешка на бяло поле g6 · черен офицер на черно поле h4 · черен топ на бяло поле b3 | 6 |
| 5 | черен кон на черно поле b8 · черен цар на черно поле d8 · бяла дама на черно поле g7 · бял цар на черно поле f6 · бяла пешка на бяло поле g6 · черен офицер на черно поле h4 · черен топ на бяло поле b3 | черен кон на черно поле b8 · черен цар на черно поле d8 · бяла дама на черно поле g7 · бял цар на черно поле f6 · бяла пешка на бяло поле g6 · черен офицер на черно поле h4 · черен топ на бяло поле b3 | черен кон на черно поле b8 · черен цар на черно поле d8 · бяла дама на черно поле g7 · бял цар на черно поле f6 · бяла пешка на бяло поле g6 · черен офицер на черно поле h4 · черен топ на бяло поле b3 | черен кон на черно поле b8 · черен цар на черно поле d8 · бяла дама на черно поле g7 · бял цар на черно поле f6 · бяла пешка на бяло поле g6 · черен офицер на черно поле h4 · черен топ на бяло поле b3 | черен кон на черно поле b8 · черен цар на черно поле d8 · бяла дама на черно поле g7 · бял цар на черно поле f6 · бяла пешка на бяло поле g6 · черен офицер на черно поле h4 · черен топ на бяло поле b3 | черен кон на черно поле b8 · черен цар на черно поле d8 · бяла дама на черно поле g7 · бял цар на черно поле f6 · бяла пешка на бяло поле g6 · черен офицер на черно поле h4 · черен топ на бяло поле b3 | черен кон на черно поле b8 · черен цар на черно поле d8 · бяла дама на черно поле g7 · бял цар на черно поле f6 · бяла пешка на бяло поле g6 · черен офицер на черно поле h4 · черен топ на бяло поле b3 | черен кон на черно поле b8 · черен цар на черно поле d8 · бяла дама на черно поле g7 · бял цар на черно поле f6 · бяла пешка на бяло поле g6 · черен офицер на черно поле h4 · черен топ на бяло поле b3 | 5 |
| 4 | черен кон на черно поле b8 · черен цар на черно поле d8 · бяла дама на черно поле g7 · бял цар на черно поле f6 · бяла пешка на бяло поле g6 · черен офицер на черно поле h4 · черен топ на бяло поле b3 | черен кон на черно поле b8 · черен цар на черно поле d8 · бяла дама на черно поле g7 · бял цар на черно поле f6 · бяла пешка на бяло поле g6 · черен офицер на черно поле h4 · черен топ на бяло поле b3 | черен кон на черно поле b8 · черен цар на черно поле d8 · бяла дама на черно поле g7 · бял цар на черно поле f6 · бяла пешка на бяло поле g6 · черен офицер на черно поле h4 · черен топ на бяло поле b3 | черен кон на черно поле b8 · черен цар на черно поле d8 · бяла дама на черно поле g7 · бял цар на черно поле f6 · бяла пешка на бяло поле g6 · черен офицер на черно поле h4 · черен топ на бяло поле b3 | черен кон на черно поле b8 · черен цар на черно поле d8 · бяла дама на черно поле g7 · бял цар на черно поле f6 · бяла пешка на бяло поле g6 · черен офицер на черно поле h4 · черен топ на бяло поле b3 | черен кон на черно поле b8 · черен цар на черно поле d8 · бяла дама на черно поле g7 · бял цар на черно поле f6 · бяла пешка на бяло поле g6 · черен офицер на черно поле h4 · черен топ на бяло поле b3 | черен кон на черно поле b8 · черен цар на черно поле d8 · бяла дама на черно поле g7 · бял цар на черно поле f6 · бяла пешка на бяло поле g6 · черен офицер на черно поле h4 · черен топ на бяло поле b3 | черен кон на черно поле b8 · черен цар на черно поле d8 · бяла дама на черно поле g7 · бял цар на черно поле f6 · бяла пешка на бяло поле g6 · черен офицер на черно поле h4 · черен топ на бяло поле b3 | 4 |
| 3 | черен кон на черно поле b8 · черен цар на черно поле d8 · бяла дама на черно поле g7 · бял цар на черно поле f6 · бяла пешка на бяло поле g6 · черен офицер на черно поле h4 · черен топ на бяло поле b3 | черен кон на черно поле b8 · черен цар на черно поле d8 · бяла дама на черно поле g7 · бял цар на черно поле f6 · бяла пешка на бяло поле g6 · черен офицер на черно поле h4 · черен топ на бяло поле b3 | черен кон на черно поле b8 · черен цар на черно поле d8 · бяла дама на черно поле g7 · бял цар на черно поле f6 · бяла пешка на бяло поле g6 · черен офицер на черно поле h4 · черен топ на бяло поле b3 | черен кон на черно поле b8 · черен цар на черно поле d8 · бяла дама на черно поле g7 · бял цар на черно поле f6 · бяла пешка на бяло поле g6 · черен офицер на черно поле h4 · черен топ на бяло поле b3 | черен кон на черно поле b8 · черен цар на черно поле d8 · бяла дама на черно поле g7 · бял цар на черно поле f6 · бяла пешка на бяло поле g6 · черен офицер на черно поле h4 · черен топ на бяло поле b3 | черен кон на черно поле b8 · черен цар на черно поле d8 · бяла дама на черно поле g7 · бял цар на черно поле f6 · бяла пешка на бяло поле g6 · черен офицер на черно поле h4 · черен топ на бяло поле b3 | черен кон на черно поле b8 · черен цар на черно поле d8 · бяла дама на черно поле g7 · бял цар на черно поле f6 · бяла пешка на бяло поле g6 · черен офицер на черно поле h4 · черен топ на бяло поле b3 | черен кон на черно поле b8 · черен цар на черно поле d8 · бяла дама на черно поле g7 · бял цар на черно поле f6 · бяла пешка на бяло поле g6 · черен офицер на черно поле h4 · черен топ на бяло поле b3 | 3 |
| 2 | черен кон на черно поле b8 · черен цар на черно поле d8 · бяла дама на черно поле g7 · бял цар на черно поле f6 · бяла пешка на бяло поле g6 · черен офицер на черно поле h4 · черен топ на бяло поле b3 | черен кон на черно поле b8 · черен цар на черно поле d8 · бяла дама на черно поле g7 · бял цар на черно поле f6 · бяла пешка на бяло поле g6 · черен офицер на черно поле h4 · черен топ на бяло поле b3 | черен кон на черно поле b8 · черен цар на черно поле d8 · бяла дама на черно поле g7 · бял цар на черно поле f6 · бяла пешка на бяло поле g6 · черен офицер на черно поле h4 · черен топ на бяло поле b3 | черен кон на черно поле b8 · черен цар на черно поле d8 · бяла дама на черно поле g7 · бял цар на черно поле f6 · бяла пешка на бяло поле g6 · черен офицер на черно поле h4 · черен топ на бяло поле b3 | черен кон на черно поле b8 · черен цар на черно поле d8 · бяла дама на черно поле g7 · бял цар на черно поле f6 · бяла пешка на бяло поле g6 · черен офицер на черно поле h4 · черен топ на бяло поле b3 | черен кон на черно поле b8 · черен цар на черно поле d8 · бяла дама на черно поле g7 · бял цар на черно поле f6 · бяла пешка на бяло поле g6 · черен офицер на черно поле h4 · черен топ на бяло поле b3 | черен кон на черно поле b8 · черен цар на черно поле d8 · бяла дама на черно поле g7 · бял цар на черно поле f6 · бяла пешка на бяло поле g6 · черен офицер на черно поле h4 · черен топ на бяло поле b3 | черен кон на черно поле b8 · черен цар на черно поле d8 · бяла дама на черно поле g7 · бял цар на черно поле f6 · бяла пешка на бяло поле g6 · черен офицер на черно поле h4 · черен топ на бяло поле b3 | 2 |
| 1 | черен кон на черно поле b8 · черен цар на черно поле d8 · бяла дама на черно поле g7 · бял цар на черно поле f6 · бяла пешка на бяло поле g6 · черен офицер на черно поле h4 · черен топ на бяло поле b3 | черен кон на черно поле b8 · черен цар на черно поле d8 · бяла дама на черно поле g7 · бял цар на черно поле f6 · бяла пешка на бяло поле g6 · черен офицер на черно поле h4 · черен топ на бяло поле b3 | черен кон на черно поле b8 · черен цар на черно поле d8 · бяла дама на черно поле g7 · бял цар на черно поле f6 · бяла пешка на бяло поле g6 · черен офицер на черно поле h4 · черен топ на бяло поле b3 | черен кон на черно поле b8 · черен цар на черно поле d8 · бяла дама на черно поле g7 · бял цар на черно поле f6 · бяла пешка на бяло поле g6 · черен офицер на черно поле h4 · черен топ на бяло поле b3 | черен кон на черно поле b8 · черен цар на черно поле d8 · бяла дама на черно поле g7 · бял цар на черно поле f6 · бяла пешка на бяло поле g6 · черен офицер на черно поле h4 · черен топ на бяло поле b3 | черен кон на черно поле b8 · черен цар на черно поле d8 · бяла дама на черно поле g7 · бял цар на черно поле f6 · бяла пешка на бяло поле g6 · черен офицер на черно поле h4 · черен топ на бяло поле b3 | черен кон на черно поле b8 · черен цар на черно поле d8 · бяла дама на черно поле g7 · бял цар на черно поле f6 · бяла пешка на бяло поле g6 · черен офицер на черно поле h4 · черен топ на бяло поле b3 | черен кон на черно поле b8 · черен цар на черно поле d8 · бяла дама на черно поле g7 · бял цар на черно поле f6 · бяла пешка на бяло поле g6 · черен офицер на черно поле h4 · черен топ на бяло поле b3 | 1 |
|   | a | b | c | d | e | f | g | h |   |